# タデウス・スティーブンス
タデウス・スティーブンス（サディアス・スティーヴンズ、英: Thaddeus Stevens、1792年4月4日-1868年8月11日）は、アメリカ合衆国ペンシルベニア州出身の弁護士、政治家である。ペンシルベニア州からアメリカ合衆国下院議員となり、1860年代には共和党急進派指導者の1人だった。奴隷制度とアフリカ系アメリカ人に対する人種差別に激しく反対し、レコンストラクション時代には、アンドリュー・ジョンソン大統領に反抗してアフリカ系アメリカ人の人権確保に努めた。南北戦争の時は下院歳入委員会の委員長として、戦時財政のために重要な役割を果たした。
スティーブンスはバーモント州の田舎で貧窮の中に生まれ、先天性内反足だったために生涯を通じて足を引きずっていた。若いときにペンシルベニア州に移転し、直ぐにゲティスバーグで弁護士として成功した。その後は自治に関して、さらに政治に関心を持つようになった。ペンシルベニア州下院議員に選出され、無料公共教育の強い推進者になった。1842年に金銭面で困窮したために、より大きな都市であるランカスターに移って法律実務を行った。そこではホイッグ党に加わり、1848年にはアメリカ合衆国下院議員に選出された。弁護士および政治家として奴隷制度に反対したことで、有権者の票を失い、1852年の再選は求めなかった。その後は短期間ノウ・ナッシングに関わった後、結成されたばかりの共和党に入党し、1858年に再度アメリカ合衆国下院議員に選出された。マサチューセッツ州選出アメリカ合衆国上院議員チャールズ・サムナーなど急進派の仲間と共に奴隷制度の拡大に反対し、戦争が近付くと南部に対する譲歩に反対した。
スティーブンスは戦争を通じて奴隷制度を生き延びさせてはならないと論じた。その考えを支持する際に、エイブラハム・リンカーン大統領の動きの悪さに憤慨させられた。下院歳入委員会の委員長として政府の財政政策を誘導した。戦争が北部勝利の方向に動き始めると、奴隷制度を廃止するだけでなく、南部の大地主から土地を没収しそれを解放奴隷に分け与えることで、アフリカ系アメリカ人に南部の未来を託すべきだと考えるようになった。その考え方はあまりに急進的過ぎて、共和党中道派の賛成を得られず、法制化されることは無かった。
1865年4月にリンカーン大統領が暗殺された後、スティーブンスは後継者であるアンドリュー・ジョンソン大統領と衝突するようになった。ジョンソンは解放奴隷に対する保証無しに脱退した州を急速に連邦復帰させようとしていた。この考え方の違いはジョンソンと連邦議会の長引く戦いとなり、スティーブンスは急進派共和党を指導していった。1866年の選挙で躍進した急進派はレコンストラクションの指導権をジョンソンから奪っていった。スティーブンス最後の大きな闘争は下院でジョンソンに対する弾劾決議を確保することだったが、上院はジョンソンを有罪と認めなかった。歴史学から見たスティーブンスに対する見解は時間と共に大きく変化した。20世紀初期からはスティーブンスが向こう見ずで白人南部に対する憎しみによって動かされていたと見られた。1950年代とそれ以降の新奴隷制度廃止論者の観点からは、その平等主義の考え方を称賛されている。

## 少年期と教育
スティーブンスは1792年4月4日に、バーモント州ダンビルで生まれた。男ばかりの4人兄弟の2番目であり、アメリカ独立戦争でアメリカのために戦ったポーランド出身のタデウス・コシューシコ将軍に因んで名付けられた。両親は1786年頃にマサチューセッツ州から移ってきたバプテストだった。タデウスは先天性内反足だった。当時の見方は、兄が両足満足で生まれていたので、親が負っている秘密の罪に対して神が判断されたと見られた。父のジョシュア・スティーブンスは農夫であり、バーモントで生活していくために靴の修理屋をしていた。タデウスの弟2人が五体満足で生まれた後、父は子供達と妻のサラ（旧姓モリル）を捨てた。その出奔の事情やその後の運命については不明である。米英戦争の1814年、オスウェゴの戦いで戦死した可能性がある。
母のサラは農場からの上がりで生きていくために苦闘していたが、子供達が成長して次第に助けられるようになっていった。サラは子供達に教養を付けさせなければならないと判断し、1807年に家族ごと隣町のピーチャムに移転し、タデウスをカレドニア・グラマースクール（ピーチャム・アカデミーと呼ばれることが多い）に入学させた。タデウスはその障害故に級友から嘲笑された。後の証言では、「頑固で強情」であり、「教育を受けたいという燃えるような望みが強かった」と表現されていた。
スティーブンスは1811年に学校を卒業すると、ニューハンプシャー州ハノーバーのダートマス大学で2回生に編入した。2年目はバーリントンのバーリントン・カレッジ（現在のバーモント大学）で過ごしたが、米英戦争の間に大学のキャンパスを連邦政府に取られたので、ニューハンプシャー州に戻らなければならなかった。ダートマス大学での学業成績は良かったが、同友会のファイ・ベータ・カッパには選ばれず、スティーブンスにとっては心に傷つく経験になったと言われている。
スティーブンスは1814年にダートマス大学を卒業し、卒業式では答辞を読んだ。その後はピーチャムに戻り、短期間は教師をしていた。ダンビルではジョン・マトックス判事に付いて法律を学び始めた。1815年初期、ペンシルベニア州ヨーク市にいる友人に手紙を書いた後、そこに移転した。

## ペンシルベニア州での弁護士と政治家

### ペンシルベニア州での初期
ペンシルベニア州ではヨーク・アカデミーで教壇に立ちながら弁護士になるための勉強を続けた。地元の弁護士達は、2年間専従で法律を学んでいない者をその弁護士会員にしないという決め事を作っていたが、その決まりはスティーブンスを対象にしているように見えた。スティーブンスはこれを解決する方法を近くのメリーランド州ハーフォード郡で見つけた。弁護士試験委員会に現れたスティーブンスは4本のマデイラ・ワインを持っていた。スティーブンスがその後繰り返し語った話では、幾つかの質問が出たが、ワインを飲む方が多く、翌朝そのベルエアーの町を出たときは、弁護士免許を持っており、州間の互恵規定によりどこでも法律実務を行えるようになっていた。スティーブンスはアダムズ郡の郡庁所在地であるゲティスバーグに移転して、1816年9月には法律事務所を開いた。
ゲティスバーグには知り合いがいなかったので、当初は弁護士としてあまり成果が出なかった。その転機は1817年半ばに訪れた。借金のために監獄に入れられた農夫が、逮捕した警官の1人を殺害した事件だった。その弁護にあたったスティーブンスは裁判には勝てなかったが、地元民に印象を与え、その後は仕事に困ることがなくなった。法曹界におけるその経歴では、その後の政治家として特徴づけられることになった皮肉屋の性癖を表し、ある時は判事に向かって「判事殿、私はそれを隠すために最善を尽くしている」と言って、法廷侮辱罪に問われた。
スティーブンスが1868年に亡くなった後、彼を覚えている多くの者がその弁護士としての才能を認めていた。法律実務を始めてから、アダムズ郡からペンシルベニア州最高裁判所まで持ち込んだ最初の事件10件のうち、9件まで勝訴した。1つだけ勝たなければ良かったと思った事件があった。それは「バトラー対デラプレイン事件」であり、ある女性奴隷についてその所有者の返還請求を認めさせたことだった。
ゲティスバーグに居る間に政治への関与も始めており、1822年から1831年まで1年任期であるボロ委員会の委員を6期務め、その議長にもなった。法律実務で得た利益をゲティスバーグの不動産に投資し、1825年までに地域では大土地所有者になっていた。町の外にある製鉄所の幾つかにも投資していた。資産が増えたが、敵もできていた。ゲティスバーグである黒人妊婦が死亡した後、匿名でスティーブンスに責任があるという投書が新聞に寄せられた。この噂はその後の数年間彼について回った。1831年にスティーブンスに敵対するある新聞がスティーブンスを殺人者だと呼ばわる記事を掲載したとき、名誉毀損訴訟を起こして勝訴した。

### 反メイソン
政治の世界でスティーブンスが最初に関わったのは反メイソン党だった。1826年にアップステート・ニューヨークのフリーメイソンだったウィリアム・モーガンが失踪し、殺された後でこの運動が広まるようになった。モーガンを殺したと見られる者達も仲間のフリーメイソンであり、組織の秘密慣習を暴露する本をモーガンが発行することに同意していなかった。当時のジョン・クインシー・アダムズ大統領に対抗する候補者の筆頭がアンドリュー・ジャクソン将軍であり、ジャクソンも組織の敵対者を冷笑したフリーメイソンだったので、反メイソン運動はジャクソンに対する反対勢力と密接に関わるようになった。ジャクソンが1828年に大統領に当選した後はそのジャクソン流民主主義に対する反対勢力になった。
ジャクソンの支持者は旧民主共和党の出身者であり、結局民主党と呼ばれる存在になった。スティーブンスは仲間の弁護士（かつ後の大統領）ジェームズ・ブキャナンから民主党に加われば、政界での栄達も可能になると言われていたが、その思想が離れているジャクソンを支持できなかった。反メイソン運動がジャクソンに対抗する手段になった。フリーメイソンには身体障碍者が参加できないという個人的な理由があった可能性もある。スティーブンスは熱心に反メイソン運動を支持し、ペンシルベニア州の支持者の大半が離れて行った後まで忠実であり続けた。スティーブンスの伝記作者ハンス・トレフーシーは、スティーブンスがフリーメイソンを嫌悪していたのは、1820年代に病気になり、髪の毛が薄くなったことと（それ以後は鬘を被っていたが、付け方がおかしかった）、「その歓迎できない病気がフリーメイソンに関する謂れのない反感に繋がった可能性がある」と示唆していた。
1829年までに、反メイソン運動は政党になり、ペンシルベニア州中部の田園部では支持を得た。スティーブンスはこの運動ですぐに著名な人物となり、1830年と1831年の2回開催された全国党員集会に出席した。1831年の集会ではアメリカ合衆国最高裁判所陪席判事のジョン・マクレーンを党公認の大統領候補に推薦したが、前アメリカ合衆国司法長官のウィリアム・ワートが指名された。1832年の大統領選挙ではジャクソンが容易に再選され、反メイソン党の大敗（ワートはバーモント州でのみ勝利した）という結果は各地での党の存在そのものを否定した。ただし、ペンシルベニア州ではその後も数年間、反メイソン党がその勢力を維持した。
1833年9月、スティーブンスは反メイソン党員としてペンシルベニア州議会下院議員に1期選出され、議会のある州都ハリスバーグに入るとフリーメイソンを調査する委員会を設立しようとした。そのフリーメイソンに対抗する弁舌では州外でも注目を集め、またすぐに議会操作の熟達者にもなった。1835年、民主党の分裂に乗じてペンシルベニア州議会では反メイソン党が支配するようになった。召喚状を発行する権限を認められ、州知事ジョージ・ウォルフを初めフリーメイソンである指導的な州政治家を査問した。証人達は自己負罪に対する憲法修正第5条の権利を行使し、スティーブンスが彼らの一人を口汚く罵ったときに、それが反発を生み、党の調査を終わらせる結果になった。この騒動でスティーブンス自身は1836年に再選されず、ペンシルベニア州における反メイソンの運動そのものが終わった。それでもスティーブンスはその生涯を通じてフリーメイソンに対する敵であり続けた。

### 教育改革運動
ゲティスバーグにおける初期時点から、スティーブンスは普通教育推進の立場にたった。当時、ニューイングランド各州を除けば、どの州も無料公共教育を全く行っていなかった。ペンシルベニア州ではフィラデルフィア市で無料教育を行っていたが、その他の場所では授業料を払わずに子供たちに教育を受けさせたいと願う親達は、ポーパーの誓い（貧乏人であることの宣言）を行う必要があった。スティーブンスは自分の大きな図書館を一般に開放し、教育委員会で貢献することがより重要であると考え、ボロ委員会議長の職を辞任した。1825年、アダムズ郡の選挙民からゲティスバーグ・アカデミーの理事に選出された。この学校は失敗したが、郡民にその負債を支払うよう認めさせ、ルーテル教会の神学校として売却できた。この学校は1831年にペンシルベニア・カレッジとして准学士の学位を出す権利を認められ、1921年にはゲティスバーグ・カレッジとなった。スティーブンスは学校の校舎を建てるための土地を寄贈し、長年そこの理事を務めた。

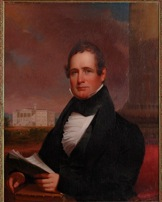
スティーブンスの肖像画、ジェイコブ・アイヒホルツ画、ゲティスバーグ・カレッジ蔵

1834年4月、ウォルフ知事と共同で、州内各地区で有権者に公立学校を建てさせ、そのために税金を払うかを決めさせる法を議会に通した。ゲティスバーグの地区はこれに賛成し、スティーブンスを教育監督官に選びもしたので、これを1839年まで務めた。しかし、この結果を逆転させる請願書に何万人もの有権者が署名した。その結果提出された無効化法案は容易に州議会上院を通過した。スティーブンスの反対にも拘わらず下院でも通過し、法制化されるものと広く考えられた。スティーブンスは1835年4月11日に議場の演壇に立ち、新しい教育体系を弁護し、それが実際には費用を節約することになるものであると述べ、いかにそうなるかを説明した。反対者達は貧乏人を低層階級に分離しようとしていると述べ、貪欲であり貧者に同情できない金持ち連を非難した。「あなた達の記念碑を青銅か大理石で造るのではなく、それを永遠に残る心の中に作るのだ」と説いた。無効化法案は否決された。それはスティーブンスの功績だと認められた。トレフーシーは、この勝利はスティーブンスの雄弁さによるものではなく、その影響力にウォルフ知事の影響力が組み合されたためだと言っている。

### 政治的な変化、ランカスター移転
1838年、スティーブンスは再度州議会選挙に出馬した。反メイソン党の残党と新生ホイッグ党が多数派を握れば、州選出のアメリカ合衆国上院議員に選ばれると期待していた。当時の上院議員は州議会が指名しており、その慣習は1913年まで続いた。その後の標準からしても汚い選挙運動だった。選挙の結果は、民主党が州知事を取り、ホイッグ党が州上院を支配し、下院は混とんとなった。フィラデルフィア市選出の多くの議員が問題となっていた。スティーブンスはアダムズ郡選出議員に当選した。スティーブンスはフィラデルフィア市選出の民主党員を除外すればホイッグ党が多数派となり、それで議長を選び、自分も上院議員になれると図った。ハリスバーグで起きた暴動は後に「バックショット戦争」と呼ばれるものになったが、ここでスティーブンスの策略が水泡に帰し、民主党が下院を支配することになった。スティーブンスは1842年まで議会に残っていたが、事件の余波がその政治的影響力を削いでおり、ホイッグ党は失敗をスティーブンスのせいにし、まだ党に入ってもいない者に指導されることを次第に好まなくなっていった。それでもスティーブンスは、企業寄りであり、開発主導のホイッグ党の政治姿勢を支持した。1840年の大統領選挙では、ホイッグ党候補で元将軍のウィリアム・ハリソンのために選挙運動を行っていた。ハリソンは当選した場合にスティーブンスに閣僚を約束したと言われているが、実際にはそれが無いままに、ハリソンは就任後1か月で死亡し、影響力を行使できなかった。ハリソンを継いだジョン・タイラー大統領はスティーブンスの奴隷制度に対する姿勢に敵対的な南部人だった。
スティーブンスはゲティスバーグで最も成功した弁護士だったが、その事業のために負債を抱えてしまった。破産法を選択するという手段は採らず、より大きな都市に行ってその負債を払う金を稼ぐ必要があると考えた。1842年、ランカスター市にその居を移し、法律実務を始めた。ランカスター郡は反メイソンであり、ホイッグ党の強い地盤であることを知っていたので、政治的な基盤を取り戻すことにも役立った。短期間のうちにランカスターのどの弁護士よりも稼ぐようになり、1848年までにその負債を3万米ドルまで減らし、それから間もなく完済した。ムラートのハウスキーパー、リディア・ハミルトン・スミスとの交渉を持つようになったのはランカスターでのことであり、彼女との関係は終生続いた。

## 奴隷制度廃止運動家、戦前の下院議員

### 見解の転換
1830年代、即座に奴隷制度の排除を求める者はほとんどいなかった。奴隷制度廃止運動は始まったばかりで、ウィリアム・ロイド・ガリソンのような人物が戦いの緒についたところだった。スティーブンスが奴隷制度を標的にした理由については、近年の伝記作者の間で議論になっている。リチャード・カレントは1942年に野心から出たものであると示唆した。フォーン・ブロディはその論議を呼んだ1959年のスティーブンス評伝において、彼の障害を元に抑圧された者への同化から生まれたと主張した。トレフーシーは1997年の著作で、スティーブンスの抑圧された者への感情が1つの要因であり、「バトラー事件」での自責の念と組み合わされたが、反奴隷制度運動におけるその熱心さが政歴には障害になっているので、野心が大きな動機になったというのはありそうにないと語った。

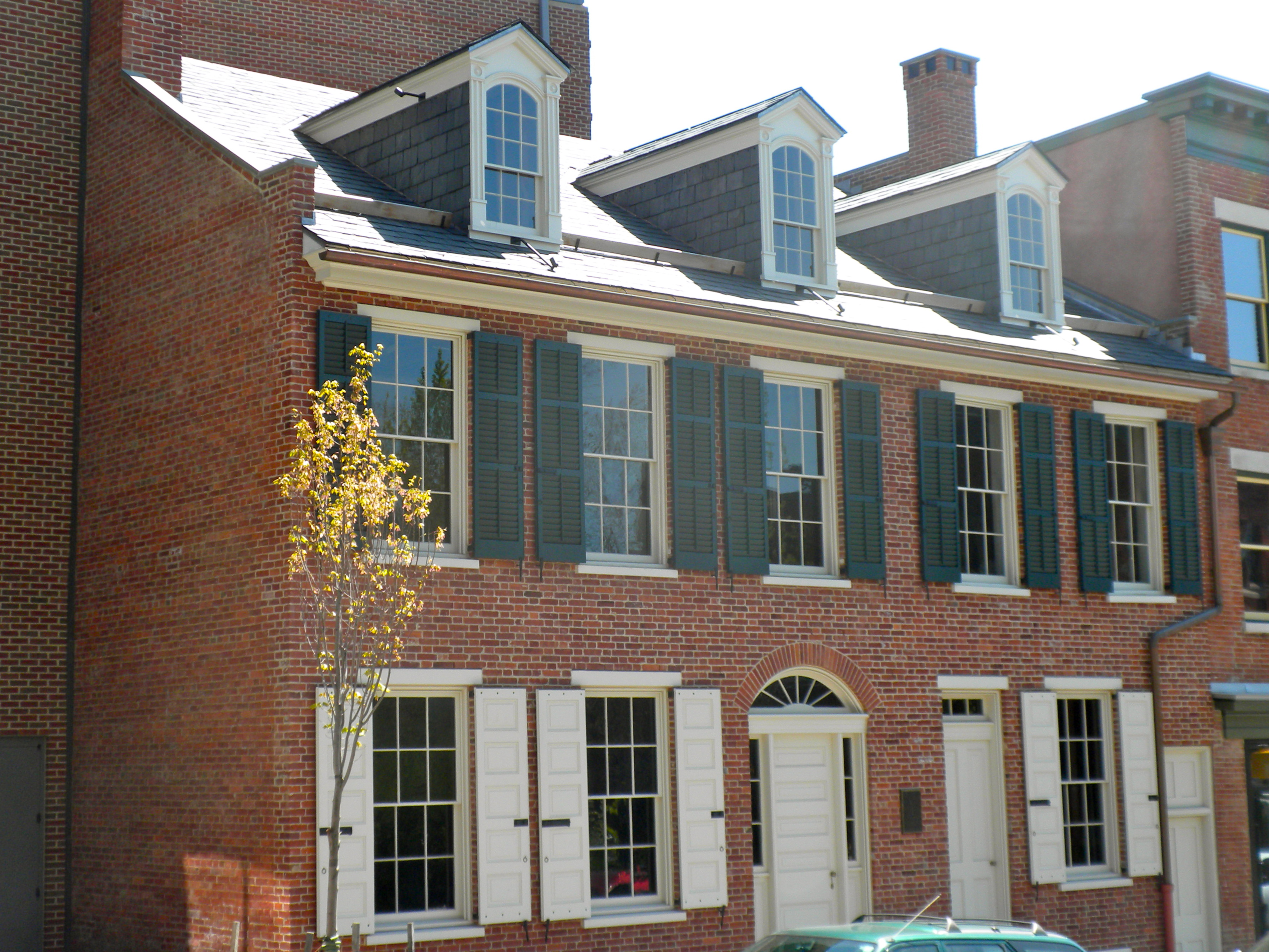
ランカスター市クィーン通りに残るスティーブンスの家

1837年に開催されたペンシルベニア州憲法制定会議ではスティーブンスも代議員となり、アフリカ系アメリカ人の権利剥奪に反対して戦ったが、全有権者にとっての最少資産要求は進んで支持した。歴史家のエリック・フォナーに拠れば、「1837年新憲法の投票権条項の故にそれへの署名を拒んだとき、アメリカ市民の人種によらない定義に拘り、余生を通じてそれに執着するつもりだと発表した。」としている。メイソン＝ディクソン線からそれほど遠くないランカスター市に移転した後、地下鉄道 (秘密結社)の活動に参加し、逃亡奴隷と見なされる人々を守るだけでなく、自由を求める人々の運動を連携させた。2003年にランカスター市クィーン通りに残るスティーブンスの家を改修したとき、母屋とはトンネルで繋がれた隠された地下室があることがわかり、そこに逃亡奴隷を隠していたと考えられた。
スティーブンスは南北戦争開戦の時まで、奴隷制度の廃止を支持し、それの拡大に反対するという公的な姿勢を取った。それでも、合衆国憲法が州の内部事情については外部の干渉から守っていると考え、奴隷制度が存在する州でそれを妨げようとはしなかった。奴隷所有者でもあるホイッグ党大統領候補者達、1844年のヘンリー・クレイや、1848年のザカリー・テイラーを支持した。

### アメリカ合衆国下院議員の第1期
1848年、スティーブンスはペンシルベニア州第8選挙区からアメリカ合衆国下院議員選挙に出馬した。ホイッグ党員集会では反対の声もあった。代議員の中にはスティーブンスが入党するのが遅かったので、指名を受けるべきではないと考える者もいた。奴隷制度に対するその姿勢を嫌う者もいた。スティーブンスは僅差で指名を得ることができた。この年は全国的にもホイッグ党に勢いがあり、テイラーが大統領に、スティーブンスはアメリカ合衆国下院議員に当選した。
1849年12月にアメリカ合衆国議会が招集されたとき、スティーブンスもサーモン・チェイスなど新任の奴隷制度反対論議員と共に就任した。スティーブンスは、ケンタッキー州選出アメリカ合衆国上院議員ヘンリー・クレイが考案した1850年妥協について声を大きくして反対した。この妥協は北部と南部双方に勝利感を与えるが、メキシコから獲得したばかりの新領土の幾つかが奴隷州になる可能性を残していた。6月、まだ議論が続いているときに、スティーブンスは「この妥協という言葉が人権や憲法で保障される権利に適用されるのを恐れる」と述べていた。それでも逃亡奴隷法など妥協を作り上げる幾つかの法案が成立した。スティーブンスは特に逃亡奴隷法に問題があると考えた。アメリカ人の多くはこの妥協で部分的な平和がもたらされることを期待したが、スティーブンスはそれが「未来の反乱、解体、内乱を生む可能性の強いもの」になると警告した。
スティーブンスは1850年の選挙でも容易に指名され、再選された。これはその姿勢が妥協賛成派のホイッグ党の中にあって問題を生んでもなおさらのことだった。1851年、フィラデルフィアの連邦裁判所で反逆罪に問われた38人のアフリカ系アメリカ人とその他3人の裁判で、被告側弁護士の1人となった。被告たちはいわゆるクリスティアナ暴動に関与したとされていた。この暴動では逃亡奴隷法の令状を執行しようとしたことで、奴隷所有者を殺害する結果になっていた。アメリカ合衆国最高裁判所判事のロバート・グリーアが巡回裁判所判事としてこの事件を扱い、被告たちは殺人や暴動で有罪かもしれないが、その容疑で告発されてはおらず、反逆罪では無罪であるとして、陪審員に無罪を宣告するよう指示した。この世に知られた事件（さらには類似した事件）によって奴隷制度問題に関する二極化が進み、スティーブンスは北部の奴隷制度反対運動で著名な顔になった。
この傾向にも拘わらず、スティーブンスは政治的な問題を抱えていた。1851年12月のホイッグ党党員集会を退席した。このとき、1850年妥協の攻撃的な要素を撤廃しようと求めたスティーブンスに対して仲間が同意しなかったからだった。ただし、1852年大統領選挙の候補者としてウィンフィールド・スコットは支持した。スティーブンスはその政治的な反対論、奴隷制度に対する姿勢を嫌われたこと、また反逆罪裁判に参加したことにより、再選を求めてもうまくいかないと見られた。スティーブンスはその後継者を選ぶことだけを求めた。しかし、その選択はホイッグ党の指名争いで敗れた。

### ノウ・ナッシングと共和党
スティーブンスは議員を辞するとランカスター市での法律実務に専念し、州内でも指導的な弁護士の一人となっていた。政界での活動は継続し、1854年には反奴隷制度運動でより多くの票を得るために移民排斥主義の立場を採るノウ・ナッシング党に参加した。その党員は党の考え方について何も喋らない（そのために何も知らなかった、ノウ・ナッシング）と誓約していた。スティーブンスは、フリーメイソンと似たような秘密を規則とした集団に入ったことで攻撃された。1855年、スティーブンスは新しく結成された共和党に入党した。反奴隷制度運動の姿勢を打ち出していた元ホイッグ党員も、ニューヨーク州のウィリアム・スワード、マサチューセッツのチャールズ・サムナー、イリノイ州のエイブラハム・リンカーンなどが参加した。
スティーブンスは1856年共和党全国大会の代議員となり、1832年と同様にマクレーン判事を支持した。しかし、この大会ではジョン・C・フレモントが指名された。スティーブンスはかつての僚友である民主党候補ジェームズ・ブキャナンに対抗するフレモントの選挙戦を活発に支援した。それでもペンシルベニア州はブキャナンを選ぶことになった。スティーブンスは法律実務に復帰したが、1858年には議論の多かった「ドレッド・スコット対サンフォード事件」判決などによって大統領と民主党が不人気となり、国内が割れるような事態となって、アメリカ合衆国下院に復帰する時だと考えた。スティーブンスは共和党候補として容易に当選した。民主党系の新聞はショックを受けた。ある見出しでは「ニガーリズムの勝利」と書かれた。

### 1860年選挙、脱退の危機
スティーブンスは1859年12月に下院議員に就任したが、それはジョン・ブラウンが絞首刑になった数日後のことだった。ブラウンは奴隷の蜂起を期待してハーパーズ・フェリーの連邦政府武器庫を襲撃していた。当時スティーブンスはブラウンの暴力行為に反対したが、後にはそれを大いに認めるようになった。下院でも党派の対立が激化し、下院議長を選ぶためだけに8週間を費やした。スティーブンスは両陣営からの激しい非難の応酬の中でも活動的だった。ある時は、ミシシッピ州選出下院議員ウィリアム・バークスデールにナイフを突きつけられたが、流血沙汰にはならなかった。

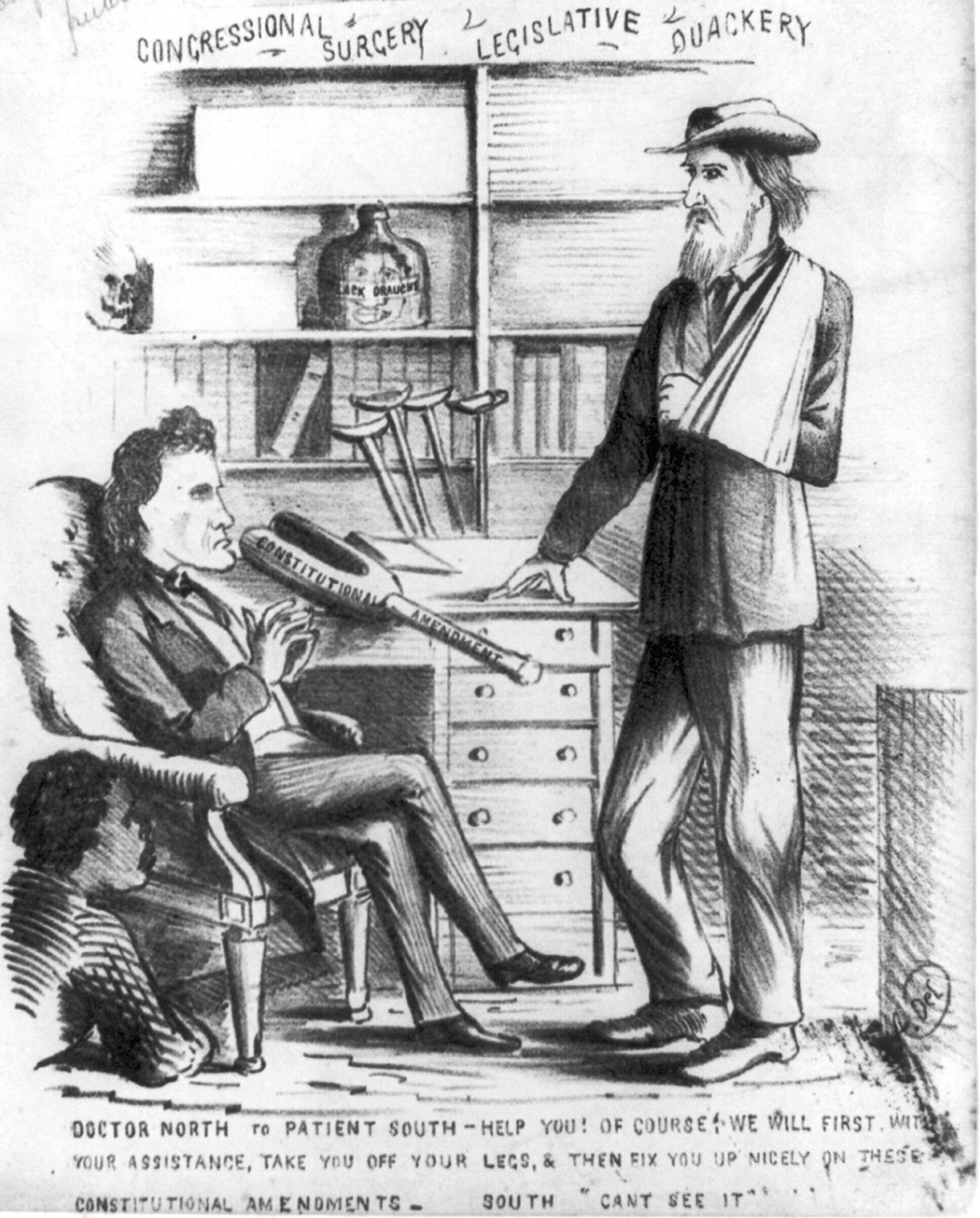
1860年と1861年に提案された妥協案に対する南部の見解。ドクター・ノース（スティーブンス）が憲法修正という手段で南部の足を切ろうとしている。実際のスティーブンスはそのような手段に反対だった

1860年の大統領選挙では、民主党が一人の候補者に絞れなかった。シカゴで開催された共和党全国大会では、選ばれた候補者が大統領になれる可能性が強くなったので、重要なものになった。スワードやリンカーンのような党内の著名人物が指名を求めた。スティーブンスは75歳になっていたマクレーン判事に対する支持を続けた。3回目の投票でペンシルベニア州代議員の大半がリンカーンを支持し、これが契機になってリンカーンが指名された。スティーブンスの選挙区では民主党が候補擁立を見合わせたので、スティーブンスは再選されることを確信し、ペンシルベニア州におけるリンカーンの選挙運動に専念した。リンカーンは選挙人票の過半数を獲得した。この次期大統領は奴隷制度に反対する姿勢で知られており、即座に南部州では脱退が議論されるようになった。スティーブンスはこの脅威を選挙戦の間に軽視していた。
下院は1860年12月に招集されたが、既に南部州の幾つかは脱退を決めていた。スティーブンスはクリッテンデン妥協案のような南部人を宥める動きに対する反対姿勢を変えようとしなかった。その妥協案では奴隷制度を憲法修正では変えられない聖域にしようとしていた。スティーブンスは、北部でも南部でも広く引用された発言の中で、リンカーンが選出された故に妥協を提案するくらいなら、「この政府を1,000の原子にわかれるまで粉々にし」アメリカ合衆国軍がいかなる反乱者も砕いてしまうことだろうと述べた。スティーブンスの抗議にも拘わらず、レームダックとなったブキャナン政権は脱退の票決に何の反応もせず、南部にあった連邦政府の資源の大半を反乱者の手中に入るままに任せた。奴隷制度反対運動の中にあっても多くの者は、そうさせることに満足であり、南部がやりたいようにさせた。スティーブンスは同意できず、リンカーンが1861年3月4日の就任演説で「政府に属する資産と場所を保持し、占領し、所有する」と述べたことで「疑いもなく喜んだ」とされている。

## 南北戦争

### 奴隷制度
1861年4月に戦争が始まったとき、スティーブンスは南部人が革命を起こしているのであり、軍事力で潰すべきだと主張した。また南部は戦争を起こすことで憲法で保護されない領域に入ったのであり、再構成されたアメリカ合衆国では奴隷制度の存在する場所が無いと考えた。下院議長のガルーシャ・グロウは急進派共和党と呼ばれる中でもスティーブンスと見解を同じくする者だった。奴隷制度に関しては保守派や中道派と対立していた。そのグロウがスティーブンスを下院歳入委員会の委員長に指名した。この地位にあれば、下院の討議議題に関する権限が与えられた。
1861年7月、スティーブンスは特定の反逆者の奴隷を含む資産を押収する法を成立させた。同年11月、すべての奴隷を解放する決議案を提案したが否決された。しかし、議会はコロンビア特別区および領土（準州）で奴隷制度を廃止する法を成立させた。1862年3月までに、リンカーンが公にしたことの大半は境界州において段階的に奴隷を解放し、その所有者には連邦政府が補償を与えるというものであり、スティーブンスにとっては大いに不満だった。
スティーブンスなどの急進派は、リンカーンが奴隷解放に向けた政策を採用する速度が鈍いことに憤懣を募らせた。ブロディに拠れば、「リンカーンがスティーブンスの速度に合わせられることは滅多に無かったが、両者は同じ明るい水平線に向かって進んでいた」と記している。1862年4月、スティーブンスはある友人に宛てて「今後の期待に関しては、リンカーンがただの人なので、貧弱なものである」と書き送っていた。急進派はこの問題を積極的に推進し、リンカーンをして「スティーブンス、サムナー、（マサチューセッツ州選出上院議員の）ヘンリー・ウィルソンが単純に奴隷解放宣言のためにしつこく私につきまとっている。私が行くところ、わたしが降り向くところどこにでも、私のしっぽに居り、私の心の中に居る。私は（宣言を発する）その時がまだ至っていないと深く心に銘じている。」とコメントさせた。急進派とその敵の間に正念場が訪れれば、リンカーンはスティーブンスとその仲間の側に就かねばならないであろうし、彼らは「世界で最も扱いにくい悪魔たちである」が、「その顔は天国を向いている」とも語った。リンカーンは1862年6月と7月に奴隷解放宣言の原稿を書いたが、それは閣僚の間の秘密とされ、9月のアンティータムの戦いで北軍が勝利するまで、急進派の嘆願を遠ざけていた。スティーブンスはすぐに奴隷解放宣言を再選に向けた運動で採用し成功した。12月に議会に戻ったとき、リンカーンの政策に関する批判を続け、「コミュニティの接収に値する壊れやすい侵害行為だ」と言った。スティーブンスはリンカーンの海外に解放奴隷を移民させるという計画には概して反対であったが、政治的な理由で移民提案に賛成することもあった。
.
1863年半ばに南軍が北部に侵入してゲティスバーグの戦いで頂点に達したとき、南軍はスティーブンスの所有するカレドニア製鉄所（ペンシルベニア州南部にあった）に2度部隊を派遣した。スティーブンスはそこの操業を監督するためにそこに居たが、その意思に反して労働者たちに急ぎ立ち去るよう促された。ジュバル・アーリー将軍がこの製鉄所を襲って破壊し、スティーブンスに約8万米ドルの損失を出させた。アーリーは北軍が南部人に対して同じことをやったと語り、スティーブンスは南部に対するその執念深さでよく知られていた。アーリーはリッチモンドのリビー刑務所にスティーブンスを連れて行くかを問われたときに、スティーブンスを絞首刑にし、その骨を南部州の中で分けると答えた。
スティーブンスは議会で奴隷制度を廃止する憲法修正条項を通そうとしていた。奴隷解放宣言は戦時の手段であり、全ての奴隷に適用されてはおらず、平時の裁判所で撤回される可能性もあった。憲法修正ならば奴隷制度を終わらせることができた。アメリカ合衆国憲法修正第13条は、犯罪に対する刑罰を除いて奴隷制度と自発的ではない奉公を禁止しており、上院は簡単に通過したが、下院では6月に否決された。再度否決されることを恐れて、新たな通過の試みが遅れた。リンカーンは1864年の大統領選挙で再選されると、積極的に修正条項の成立を働きかけた。12月に行われた一般教書演説について、スティーブンスは「過去60年間で議会に語り掛けられた最も重要で最良の演説だ」と表現していた。スティーブンスは1865年1月13日に修正条項に関する議論を打ち切った。イリノイ州選出下院議員であるアイザック・アーノルドは「傑出した軍人や市民が、奴隷制度に対する40年間の戦いを終わらせるべく雄弁な老人が演説するのを聞くために、あらゆる可能な席を占めた。」と記していた。
憲法修正条項はリンカーン自身が強く圧力を掛けた後で僅差で成立した。このときは「スワードのロビー」から提案された政治的な指名も成立した。民主党からは収賄の告発がなされた。スティーブンスは「19世紀最大の手段が汚職によって通過した。アメリカで最も純粋な人によって幇助され、励まされて」と語った。この修正条項は1865年12月18日に批准完了を宣言された。スティーブンスは、奴隷制度の正式な終了に加えて、経済的な正当性を含むその幅広い解釈を提案し続けた。
アメリカ合衆国憲法修正第13条が成立した後、議会は解放奴隷の経済的権利について議論した。スティーブンスの提案によって難民、解放奴隷、放棄土地管理局が、学校を設立し（資金は無かった）、解放奴隷の各家族に、押収された南軍の土地から40エーカー (16 ha) 以下を配分することを認める条項を可決した。

### 戦争のための資金繰り
スティーブンスはリンカーン政権の役人たちと戦争遂行のための資金繰りについて密接に動いた。下院歳入委員会の委員長に指名されてから翌日には戦争債券に関する報告を行った。議会はリンカーンが既に招集していた兵士に給与を支払い、それに続いて戦争を遂行するために負う借金の管理を認めた。これらの法とさらにその続きの成立をスティーブンスは下院を通じて推進した。カッパーヘッド（戦争反対派）による遅延戦術を破るために下院における議論時間を1分の半分の単位まで制限を付けた。
1862年の法定通貨法は、金や銀の裏付けが無く、アメリカ合衆国で初めて政府の信用にのみ基づいて通過を発行するものだったが、その成立にスティーブンスが重要な役割を果たした。戦争債券のような初期の間に合わせ手段は、戦争が長引くことが分かってくると失敗だった。1863年、スティーブンスは国定銀行法の成立を支援した。これは銀行が保有を求められる連邦債権の量に応じて通貨の発行を制限するものだった。このしくみはその後半世紀も続き、1913年の連邦準備制度で置き換えられた。
法定通貨法は政府が支払う金を紙幣で行うことを認めたが、スティーブンスは、国債の利子をグリーンバック（ドル紙幣）で支払うことについて、上院の合意を得られなかった。紙幣の価値が低下しており、スティーブンスは金の投機筋を非難し、1864年6月には財務長官のサーモン・チェイスと相談したうえで、ゴールド法とよばれることになる法を提案した。これはブローカーによる売却を禁止すること、あるいは先渡しで金市場を廃止することだった。この法は6月に議会で成立した。組織だった金市場が無くなったことによる混乱で、紙幣価値の下落がさらに進行した。実業界からのきつい圧力の下で、議会はこの法の成立から12日後の7月1日に撤回した。1864年後半に北軍の勝利が見えてきた中で紙幣価値が回復してきたときでもスティーブンスは満足せず、金貨の量に応じて紙幣に割増金を払うことを犯罪とする法案を提案した。この案は成立しなかった。

## レコンストラクション

### 南部再建の問題
議会ではいかに戦後のアメリカ合衆国を再構築するかが議論された。解放奴隷の待遇と元アメリカ連合国の処し方が決まっていないままだった。スティーブンスは、必要なものは「南部の制度、慣習、仕来りの急進的な再構成だ」と述べた。スティーブンスやサムナーなど急進派は、南部州が憲法に保障される権利の無い征服された地方として扱われるべきと論じた。一方リンカーンは州ではなく個人の集まりが反乱を起こしたのだと語った。1864年7月、スティーブンスはリンカーンにウェイド・デイビス法への署名を迫った。この法では州が再加入を認められるためには、少なくとも半数以上の戦前有権者が忠誠の誓いに署名することを求めていた。より寛容な10%計画を推奨していたリンカーンはその法案を握りつぶした。
スティーブンスは、共和党とタカ派民主党の連衡である全国統一党の集会で、リンカーンを支持することを躊躇った。リンカーンの副大統領候補として現職のハンニバル・ハムリンを好んだが、州の代議員団は政権の好む候補であるアンドリュー・ジョンソンに州の票を投じることにした。ジョンソンはテネシー州の軍政府長官であり、テネシー州選出アメリカ合衆国上院議員と選挙で選ばれたテネシー州知事を務めたタカ派民主党員だった。スティーブンスはジョンソンの指名を嫌悪し、「忌々しい反逆者の地域に降りていくこと無しに、副大統領の指名を得ようというのか」と不平を漏らしていた。スティーブンスはリンカーンとジョンソンの組み合わせについて選挙応援を行った。リンカーンは再選され、スティーブンスもさらに1期下院議員の席を確保した。1865年1月、リンカーンがアメリカ連合国の指導者たちと和平会議を開こうとしていることを議会が知ると、怒ったスティーブンスは、もしアメリカの選民がもう一度投票を許されるならば、リンカーンの代わりにベンジャミン・バトラー将軍を選ぶことになるだろうと宣言した。

### 大統領のレコンストラクション
1865年3月に議会が休会になり、スティーブンスは故郷に帰る前に、リンカーンに対して、戦争は終わりかけているが、南部に軍事的な圧力を加えるよう推奨した。リンカーンは「スティーブンス、我々が捕まえようとしてるのは極めて大きな豚であり、捕まえたときにはそれを繋ぎとめて置く必要がある。我々の手から擦り抜けないように注意しておかねばならない。」と答えた。スティーブンスがリンカーンに会ったのはこの時が最後となったが、「使い古された比喩だが、リンカーンの政策について爪の垢ほども確信が無いままに」別かれた。1865年4月14日、リンカーンは南部への同調者ジョン・ウィルクス・ブースによって暗殺された。リンカーンの遺骸を運ぶ列車がランカスター市で停車したとき、スティーブンスは儀式に出席しなかった。病気だったと言われている。トレフーシーは別の理由でこの儀式を避けた可能性があると推測している。リンカーンの伝記作者カール・サンドバーグに拠れば、スティーブンスは陸橋の上に立って、帽子を挙げたとしている。
1865年5月、アンドリュー・ジョンソンはいわゆる「大統領のレコンストラクション」を開始した。フランシス・ハリソン・ピアポントの指導するバージニア暫定政権を認知し、その他の反乱を起こした州には憲法制定会議を起こすことを要求し、多くの南部人には恩赦を宣言し、さらに多くの者に個人的な救免状を発行した。ジョンソンは解放された奴隷の権利を保護するよう各州に強制せず、即座に解放奴隷局の土地改革政策を弱め始めた。これらの行動はスティーブンスや彼に同調する者達を激怒させた。急進派は南部の解放奴隷が奴隷からの解放を維持するために必要な経済と政治の自由を奪われる危険性があると考えた。彼らは男性の普通選挙を要求し、土地改革の要求を続けた。
スティーブンスはジョンソンに宛てて、ジョンソンの政策は国に重大な被害を与えるものであり、議会の特別会期を招集すべきと手紙を書いたが、その会期は12月まで招集されなかった。その進言が無視されると他の急進派と共に両院が招集されたときに如何にジョンソンを抑えるかについて検討を始めた。議会はその議員になろうという者達が適切に選ばれているかを判断する憲法上の権限が与えられていた。スティーブンスは南部の上院議員も下院議員も議席を得られないと訴えた。今後議会が人種問題の改革を強制する権限を欠くことになるので、南部州は再加盟を認められるべきではないと論じた。
9月、スティーブンスは南部のために何を望むかを説明する演説を行い、ランカスター市で広く配布された。その中で広さ200エーカー (81 ha) を超える大土地所有者7万軒の資産を政府が押収することを提案した。この土地の大半を解放奴隷に40エーカー (16 ha) ずつ配布することを望んだ。その他の土地は北部と南部の忠実だった者に報酬として与えるか、政府の負債償還に充てるものとした。現大統領の計画では南部州が反逆者を連邦議会に送り、北部の民主党やジョンソンに加担して国を支配し、奴隷解放を行わなくなると警告した。
1865年の後半を通じて、南部州は白人のみの選挙を続け、連邦議員選挙では元の反逆者を選んだ。最もいい例が元アメリカ連合国副大統領アレクサンダー・スティーヴンズであり、ジョージア州議会から上院議員に選出された。アフリカ系アメリカ人に対する暴力行為も南部では頻繁にあり、罰せられることも無かった。新しい議会は黒人法を制定し、解放奴隷から公民権のほとんどを奪った。これらの行動は北部で挑発行為と見られ、ジョンソンを個人的に当惑させ、北部の世論をジョンソンに対して厳しいものに変えた。

### 議会によるレコンストラクション

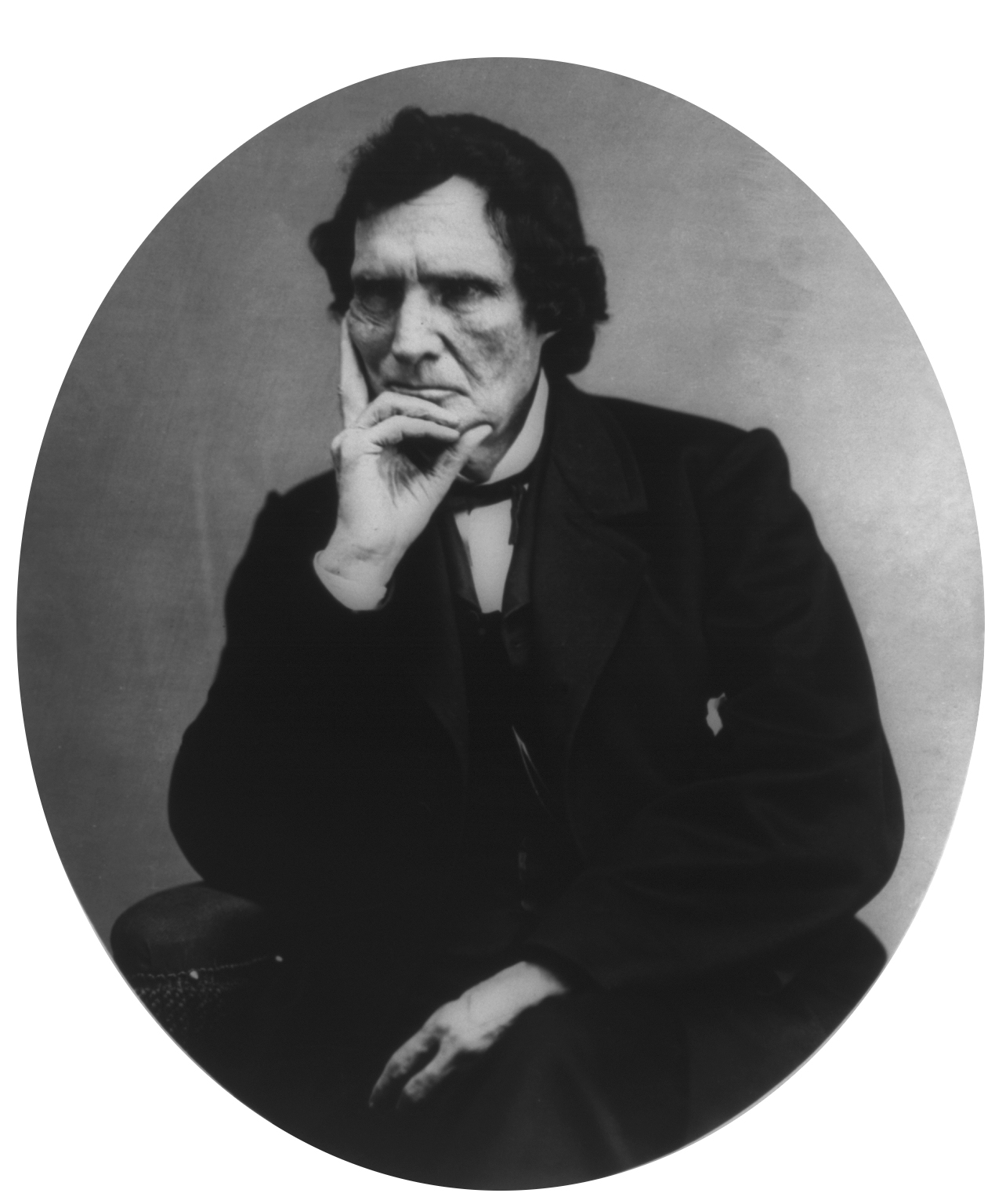
熟考するスティーブンス

この時までに、スティーブンスは70代となり、健康も衰えていた。どこに行くにも特別な椅子で運ばれていた。1865年12月初旬に議会が招集されると、スティーブンスは下院事務官と図って、議員名簿が読み上げられるときに、南部で選ばれた議員の名前を外すようにした。上院でも南部選出議員が除外された。オハイオ州選出新議員ラザフォード・ヘイズはスティーブンスについて、「彼は常に急進的だったが、絞首刑を信用してはいないと告げたときは例外だった。彼は指導者である。」と表現していた。
下院歳入委員会委員長の職責が分割されていたので、スティーブンスは下院歳出委員会の委員長に就任し、下院の議案について統制権を継続した。スティーブンスは批准されたばかりの修正第13条で約束された自由を確保することになる法案に集中した。メイン州選出上院議員ウィリアム・ピット・フェッセンデンと共に、両院合同再建委員会を提案し、協同主宰した。この委員会は15人委員会とも呼ばれ、南部の状態を調査した。アフリカ系アメリカ人だけでなく、北軍に対する忠誠者、南部人が「カーペットバッガー」と呼ぶ終戦後に南部に移動した北部人に対する暴力行為を耳にした。スティーブンスは「南部における我々の忠実な同朋が黒人であれ白人であれ」、「日々彼らを殺している野蛮人から」早急に守ることを求めると宣言した。
15人委員会はアメリカ合衆国憲法修正第15条となるものの検討を開始した。スティーブンスは、委員会がまだ結成されてもいなかった1865年12月にその草案を書き始めていた。1866年1月、スティーブンスとジョン・ビンガムを含む小委員会が2つの修正条項を提案した。1つは議会に、平等な権利、特権、全市民の保護を確保するために無制限の権限を与えることだった。もう1つは全ての人種差別法を明確に停止させることだった。スティーブンスは、アメリカ独立宣言と構成法が既にこれら原則を連邦政府に与えているが、州レベルで差別に対抗する法の執行を認めるために、この修正条項が必要だと考えた。後に修正第14条となる決議案が議会に提案された。その最終討論のときに、スティーブンスはこれらの変更が全てのアメリカ人の平等という彼の終生の夢を挫いてきたと語った。それでも天使の中にではなく人々の中で生きているので、妥協の修正条項の成立を支持すると述べた。さらに下院では、「即座に投票権を与えることよりも、（アフリカ系アメリカ人に）40エーカーの土地と小屋がもっと貴重なものになる」と語った。

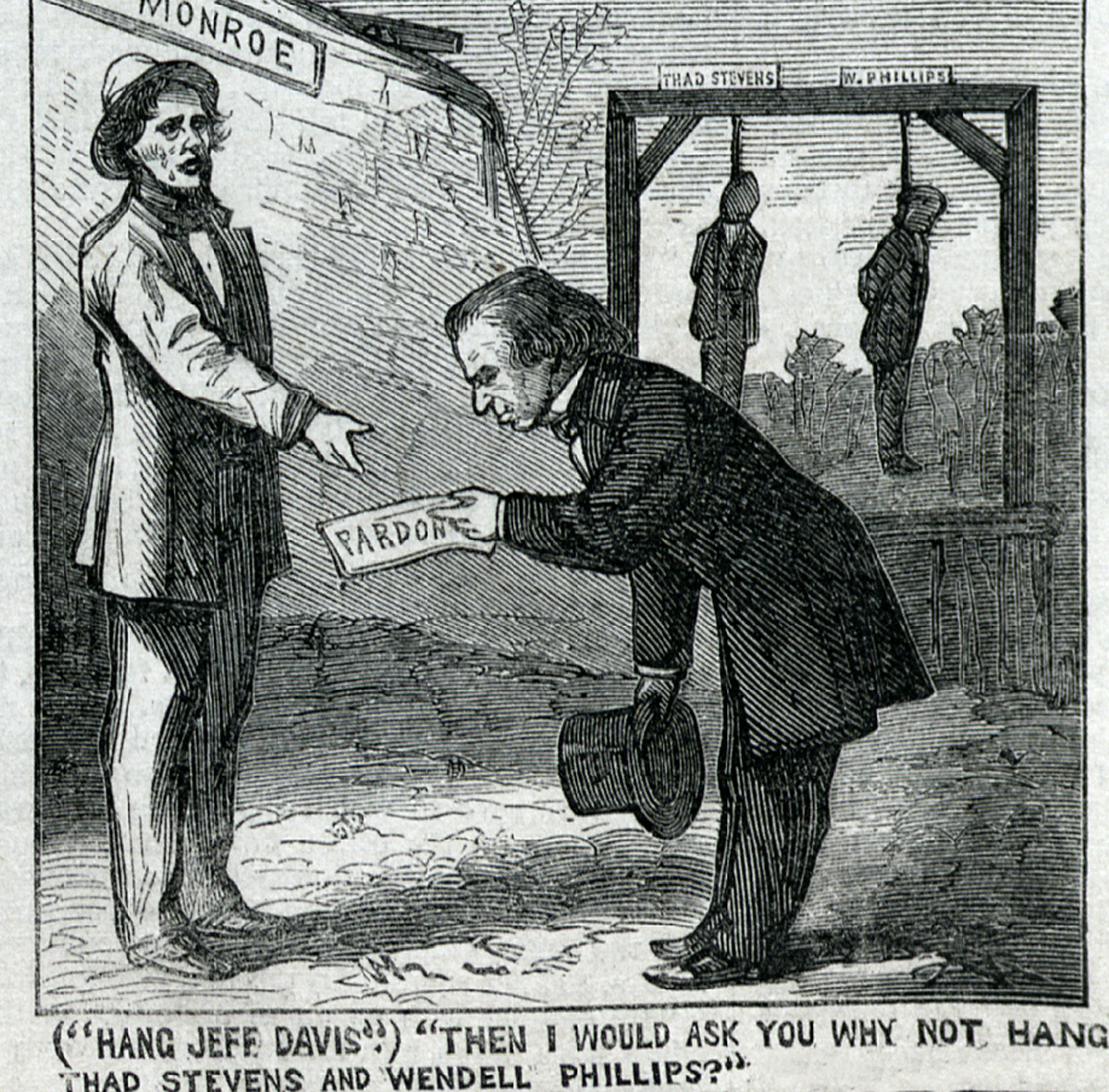
スイング・アラウンド・ザ・サークル（ジョンソンが行った遊説）の間に、ジョンソンと妨害者の間に交わされた無分別の取引。このトマス・ネストが描いた漫画は、ジョンソンがジェファーソン・デイヴィスに恩赦を出している背後で、スティーブンスとウェンデル・フィリップスが絞首刑にされている

イリノイ州選出上院議員ライマン・トランブルが解放奴隷局を再度承認し拡張する法案を提出したとき、スティーブンスはその法案が、土地改革に対する十分な条項を含まず、南部の軍事占領で逃亡奴隷に与えられた資産を保護していなかったので、法案のことを「強盗」だと言った。ジョンソンはこの法案に拒否権を使い、解放奴隷局は違憲であると言い、その費用支出を非難した。連邦議会が土地を購入したことは無く、学校を建てたこともなく、「我々の民」のために財政的援助をしたことも無いと言った。2月に議会は拒否権を差し戻すことができなかったが、5か月後に同様な法案を成立させた。スティーブンスは1866年南部ホームステッド法の成立を批判し、利用可能となる低品質の土地では黒人家族にとって真の経済成長は期待できないと論じた。
トランブルが別に提案した1866年公民権法についてはジョンソンが拒否権を使ったものの、議会がこれを指し戻すことができた。アフリカ系アメリカ人に市民権と法の前の平等を認め、州による反対行動を禁じるものだった。ジョンソンがスティーブンス、サムナー、ウェンデル・フィリップスが政府を壊そうとしていると非難したときに、ジョンソンと議会の間の隙間を広くすることになった。
議会が7月に休会になった後、秋の選挙のための運動が始まった。ジョンソンは鉄道での旅を始めたので「スイング・アラウンド・ザ・サークル」と呼ばれた。この旅ではあまり支持者を掴めなかった。ジョンソンと妨害者の間の議論は威厳の無いものと考えられた。この旅の間にスティーブンスなど急使派の者達を攻撃した。スティーブンスは南部に対する厳格な手段について運動を行い、メンフィスやニューオーリンズで、警官を含む暴徒がアフリカ系アメリカ人や白人の連邦支持者を攻撃する事件があったことで、その影響力が強められた。スティーブンスは選挙民の支持を得て議会に戻って来た。共和党は次の会期で両院の3分の2を超える多数党となっていた。

### 急進派によるレコンストラクション
1867年1月、スティーブンスは南部を5つの地区に分け、それぞれを民政当局の権限を超える権限を与えられた軍隊の将軍によって指導させる法案を提出した。これらの軍人は、人種に拠らず、投票権を与えられた全男性による選挙を監督した。ただし忠誠の誓いを出せなかった者、その大半が南部人は投票できなかった。各州は新しい憲法を作成し（連邦議会の承認を要する）、州役人の選挙を行うこととされた。ある州がアメリカ合衆国憲法修正第14条を批准した場合のみ、連邦議会に議員を送ることができるものとした。この仕組みにより、ほとんどの南部州で解放奴隷（統合同盟が動員した）、カーペットバッガー、協調する南部人（憤慨した元反逆人からスキャラワグと呼ばれた）による共和党連衡に権限が与えられた。修正第14条を批准した州は1868年半ばに合衆国憲法の中に組み入れられた。
スティーブンスは役人任期法を提案し、上院の確認を受けた役人を上院の同意無しにジョンソンが首にするのを制限した。この法は役人を指名した大統領の任期の間でのみ役人を保護しているように解釈されたので、あいまいなものだった。急進派が保護しようとした役人の大半はリンカーンが指名していた。その中でも重要なのが陸軍長官のエドウィン・スタントンであり、彼自身が急進派だった。
スティーブンスは下院を通じてコロンビア特別区のアフリカ系アメリカ人に選挙権を与える法案を導入した。1867年に上院を通過し、ジョンソンの拒否権を超えて法制化された。議会は平時の陸軍を縮小していた。スティーブンスは修正条項を提案し、その法案の一部として法制化された。それはアフリカ系アメリカ人騎兵の2個連隊を保持することだった。アフリカ系アメリカ人に対するその配慮はインディアンにも拡大された。インディアン居留地を州法の下に管理させる法案を否決させることに成功した。インディアンは州によって虐待されることが多かったと述べていた。スティーブンスはアメリカ合衆国拡張主義者でもあり、鉄道の発展を支持した。高関税で製造業を保護しようとしたが、コロンビア特別区では1日8時間労働で労働者を保護しようともした。しかしこれは成功しなかった。政府労働者の昇給法案も提案したが成立しなかった。

## 大統領の弾劾
1867年3月4日に招集された連邦議会では、スティーブンスが期待したほどジョンソンへの反対活動が盛り上がらなかった。議会は7月までで休会となったが、司法委員会は大統領を弾劾すべきかを聴聞するために活動が続けられた。スティーブンスは弾劾をしっかりと支持したが、他の議員はオハイオ州選出上院議員のベンジャミン・ウェイドを上院議長代行に選出すると、それほど熱心ではなくなっていた。ウェイドは副大統領が居ない状況で（ジョンソンが大統領に昇格したあとは空席だった）、大統領職を継承する第1順位にあった。ウェイドは富の再配分を支持する急進派であり、カンザス州で行った演説はカール・マルクスに印象を与えており、マルクスは『資本論』ドイツ語版初版でそのことを言及している。女性参政権の支持者でもあったウェイドは疑いを持たれる存在でもあった。ウェイドに大統領職を継承する可能性があることで、ジョンソンを排除しようという推進者も躊躇するところがあった。しかし、スティーブンスは大統領の解任を強く支持し、司法委員会が報告書を出せなかったときには、それが完成するまで議会の会期を続けさせるように努めた。大統領には対決姿勢を示していたが、閣僚とは共通の関心事項について協業した。アラスカ購入についてはその予算を確保し、国務長官のウィリアム・スワードにさらに拡大できる領土を取得するよう勧めた。
ジョンソン内閣の大半はジョンソンを支持したが、陸軍長官のスタントンはそうではなく、陸軍総司令官で南北戦争の英雄であるユリシーズ・グラントと共に、ジョンソンのレコンストラクション政策を弱める方向に動いた。ジョンソンは議会が通した法に従い、その中には拒否権を使ったものを覆されたものもあった。その意図に反する方向で法を解釈することも多かった。1867年8月、スタントンがジョンソンからの辞任要請を拒否すると、役人任期法によって認められているところに従いスタントンを停職させ、暫定陸軍長官にグラントを指名した。共和党はその年の選挙でアフリカ系アメリカ人の選挙権問題を扱ったが、それに反対する民主党への有権者の支持を集める結果になった。連邦議会の議席には直接の影響が無かったが、オハイオ州では黒人参政権に関する住民投票が否決され、オハイオ州議会では民主党が多数党となった。これは1869年にその任期が終了するウェイドが再選されないであろうことを意味していた。

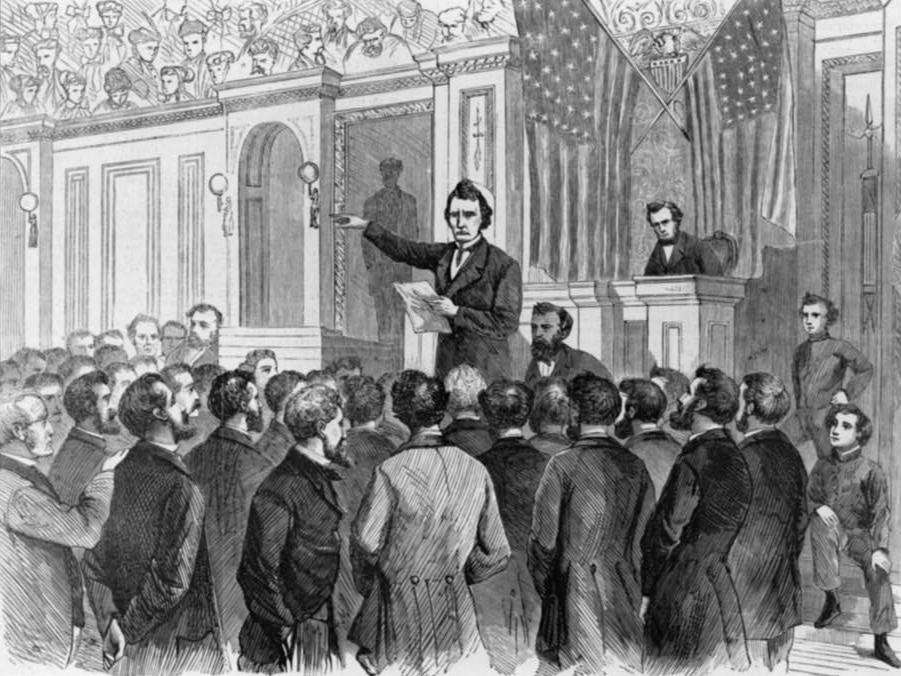
「ハーパーズ・ウィークリー」に掲載された木版画、スティーブンスが下院で討議の最終演説を行っている

12月に議会が再招集されると、司法委員会では賛成5票、反対4票で弾劾実施を可決したが、下院では否決された。1868年1月13日、上院はスタントンの停職を覆した。グラントは陸軍長官を辞任し、スタントンが復職した。それでも2月21日、ジョンソンはスタントンを解任し、ロレンソ・トーマスを後任に指名した。しかし、スタントンはその事務所に閉じこもった。これらの行動によってワシントンでは大きな騒ぎとなり、下院ではスティーブンスが議場の集団から集団を歩き回り、「だから言っただろう？その控えめな態度で何か良いことがあったかい？獣を殺さなければ、あなたが殺される」と繰り返し語った。スティーブンスは2月24日に新たな弾劾決議の議論を締めくくったが、健康状態が思わしくなく、途中で演説を打ち切り、残りは事務官に代読させた。スティーブンスはジョンソンが政府の他の府の権限を侵害しており、人民の意志を無視していると非難した。弾劾は政治的なことであるのを否定しなかったが、「これはある政党の一時的な勝利であるが、全大陸が自由で制約されない人々で埋め尽くされるか、縮こまり臆病な奴隷の巣になるか、結果を見るまで耐えることである。」と語った。下院は賛成126票、反対47票で大統領の弾劾実施を決めた。
スティーブンスは翌日下院の代表団を率いて、上院に弾劾のことを伝えたが、自身は人に担がれてそのドアのところまで行く必要があった。弾劾条項を起草する委員会にも選ばれていたが、病気のためにあまり関われなかった。それでも委員会が作成した原稿には不満だったので、代案を用意し、それが第11条になった。これはジョンソンの発言の中で、南部州が入っていないために議会の正当性を否定したことを告発し、ジョンソンがレコンストラクション法に従おうとしなかったことなどが述べられていた。スティーブンスは下院から弾劾裁判に出席するマネジャーすなわち検事役の一人に選ばれた。スティーブンスは病気が重くて、ジョンソンが召喚された（大統領はその補佐官あるいは弁護マネジャーとのみ出席する）3月3日の上院に顔を出せなかったが、召喚が繰り返された10日後には出席した。「ニューヨーク・ヘラルド」紙の記事ではスティーブンスについて、「死人のような顔色であり、唇は引き攣れている...奇妙でこの世のものではないような外貌である...墓から出てきた抗議者...狂信の体現そのものであり、正義あるいは慈悲のかけら一つ無く...その党の宿敵に恨みを晴らす、国の行政者に対する心を決めた執念深い敵」といった言葉が並べられていた。

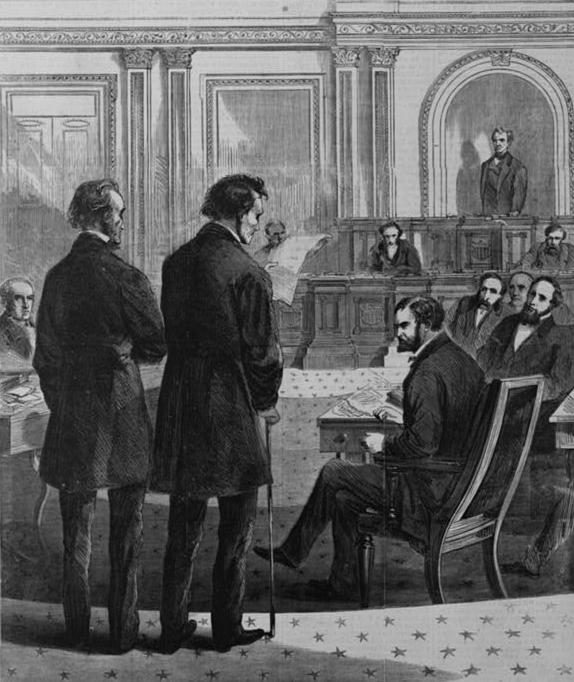
上院の弾劾を正式に告知するスティーブンス（右）とジョン・ビンガム「ハーパーズ・ウィークリー」

スティーブンスの病気は徐々に重くなり、弾劾裁判にもほとんど参加できなかった。下院のマネジャーを指導したのはマサチューセッツ州選出下院議員のベンジャミン・フランクリン・バトラーだった。スティーブンスが上院の議場にいるときは、生卵、キスイガメ、ポートワインとブランディで栄養を摂っていた。4月27日下院マネジャーが最終演説を行う前に、2回発言しただけだった。発言をしながら声が弱まり、最後はバトラーに原稿の後半を代読させた。スティーブンスは第11条に焦点を当て、ジョンソンを政治的な犯罪故に解任できるという立場を採った。法に違背する行動を取っている必要は無かった。大統領は法に忠実に執行することを誓っており、上院がスタントンの解任を認めなかった後も役人任期法に意図的に従わなかったことを挙げ、「今この暗殺の子孫が上院に居り、...憲法に沿ったやり方で詰問しているのを無視している。法の報復をどうやって遁れられるであろう？」と発言した。
急進派の大半は、ジョンソンが有罪となり解任されることを確信していた。しかしスティーブンスは、首席判事（元財務長官）のチェイスが被告側の立場にあったのでその結果に確信が持てず、また共和党員が結束を固めているという確証も無かった。5月11日、上院は秘密会合を開き、議員たちがどのように投票する意図であるかを説明した。民主党の全員が反対であったが、予想外に共和党員の多くも、告発事項の幾つかあるいは全てに無罪の判断をしていた。マネジャーが票を数えると、有罪宣告に必要な3分の2を得られるチャンスは、スティーブンスが提案した第11条であり、上院が票決のために招集されたとき、真っ先にそれについて問うことにされた。これは懐疑的な者の票を容れれば、大統領はその条項で有罪とはならないことを意味していた。票決は賛成35票、反対19票で否決された。共和党員は時間を稼げば違った結果になることを期待し、上院を10日間休会にした。スティーブンスは椅子に座ったまま上院から担ぎ出された。ある目撃者は「怒りと失望で黒くなっていた」と表現していた。議場の外にいた者達がその結果に怒号を浴びせたとき、スティーブンスは「この国は悪魔の所に行こうとしている」と叫んだ。

## 闘病と死

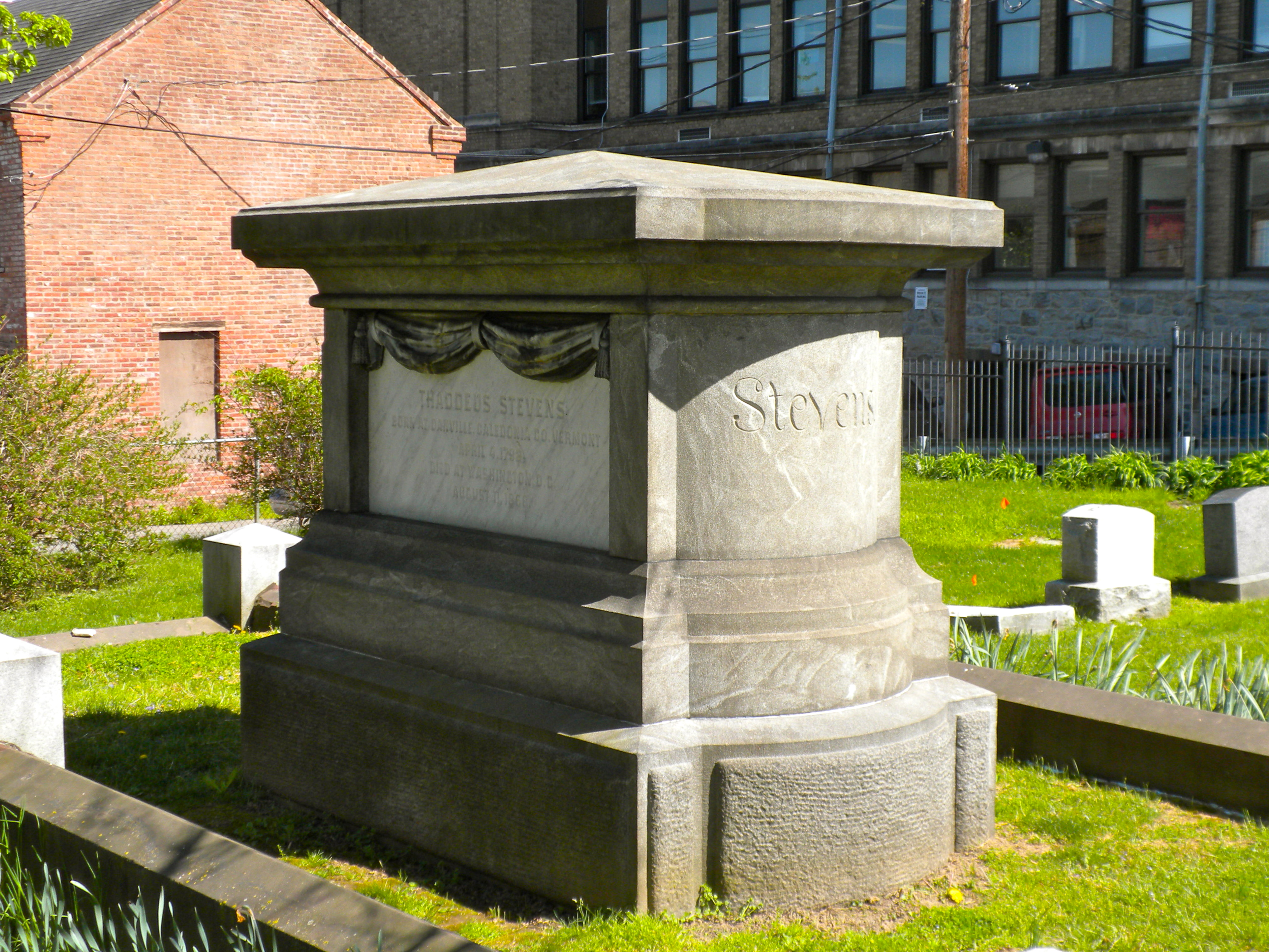
ランカスター市にあるスティーブンスの墓

弾劾裁判が休廷されている間、共和党員はシカゴで党員集会を開き、グラントを大統領候補に指名した。スティーブンスは出席できず、急進派の影響力が党内で衰え始めていたので、党の綱領にアフリカ系アメリカ人の選挙権付与が入れられなかったことで当惑した。上院が会期に戻ると、以前と同じ賛成35票、反対19票で第2条と第3条を否決し、チェイスは大統領が無罪であると宣言した。スティーブンスはジョンソン排除の考えを諦められなかった。7月、さらに幾つかの弾劾条項を提案したが、下院が採用しなかった。またジョンソン排除のために動く上院を確保するために、テキサス州を幾つかの部分に分割しようという法案も提出した。これも否決された。「ニューヨーク・ヘラルド」紙は「この老人が片足を墓に突っ込みながら、大統領を追及する執念深さを見るのは辛いことである。」と記していた。それでもスティーブンスは、1868年後半に議会が招集されたときに、弾劾をまた問題にしようと計画していた。
ブロディは、スティーブンスにとってジョンソンを憎むことが、絶望感から遠ざかっておく唯一の方法だったと述べている。南部では暴力行為が続いており、その幾らかはクー・クラックス・クランが行っていることを知っていた。この時までに南部州の幾つかが再加盟を認められており、殺人と脅迫がそれらの州で民主党に白人支配を取り戻させる助けになっていた。共和党が黒人参政権を綱領に取り込もうとしなかったことと、民主党がそれに反対していたことで、スティーブンスは1868年の選挙で民主党が勝てば、奴隷制度の復活までやりかねないと恐れた。仲間のペンシルベニア州政治家アレクサンダー・マクルアに、「私の人生は失敗だった。ワシントンでのこの大きな闘争の月日全てで、また命と財を犠牲にする恐れとで、この共和国にいくらの期待も抱いていない。」と語っていた。彼には誇りがあり、ペンシルベニア州における無料公共教育を確立する役割を継続した。その生涯について質問した記者に、「私には歴史が無い。私の人生は長い後悔であり、長く生き過ぎて無駄に過ごしたということである。」と答えていた。それでも下院で最後となった正式な演説では、「人はまだ下劣である。しかしこのように大きな階梯が遅まきながら正しい方向に取られれば、愛国者は勇気を得る権利がある。」と語った。
私はこの静かで辺鄙な土地で横になる

孤独のために自然を愛好する心からは離れないが

人種で区切られた他の墓地を見出す

認可規則によって

私は描くことができるようこの場所を選んだ

私の死のときに

私が提案した原則を

長い生涯を通じて;

創造主なる神の前の人間の平等を
議会が7月下旬に休会となると、スティーブンスは病気が重くてペンシルベニア州に帰れず、ワシントンに留まった。胃病で痛みを感じ、足は腫れ、浮腫が出ていた。8月初旬までに家を出られなくなった。訪問客が幾人かあったが、友人や以前の生徒であるサイモン・スティーブンス（姻戚関係には無い）に、グラントが当選すると予告していた。8月11日午後、医師はおそらく今夜が峠になると警告した。長くハウスキーパーを務めた同棲者リディア・ハミルトン・スミス、スティーブンスの甥達、友人が彼の傍に集まった。黒人説教師2人が祈りのために訪れ、全ての人々が祈っていると伝えた。スティーブンスは痛みを和らげようとして氷を吸っていた。最後の言葉は氷をもう1つ求めたことだった。タデウス・スティーブンスは1868年8月11日夜、日付が変わろうとしているときに死去した。
ジョンソン大統領はその宿敵の死去に際して何の声明も出さなかった。新聞の反応は概して党の路線に沿ったものであったが、それらが混ざっている場合もあった。デトロイトの「ポスト」紙は、「高貴な月桂冠を被って死ぬならば、...世界の敬意を受け、...有意義だった生涯の大望に価値ある終わりであり、急進派の老兵は気高き父とともに横たわり、満足した眠りにつくことだろう。」と記した。「ニューヨーク・タイムズ」紙は、スティーブンスが「奴隷解放の適切性を識別し、リンカーンが宣言を発する前にそれを提案した」が、戦後は、「レコンストラクションという課題にあたって、スティーブンスは共和党の悪の天才と思われたに違いない。」と述べていた。ルイジアナ州フランクリンの「プランターズ・バナー」紙は「正義の祈り手が遂に議会の呪いを取り去った! 彼の新しい炉の火が消えることのないよう!」と書いた。

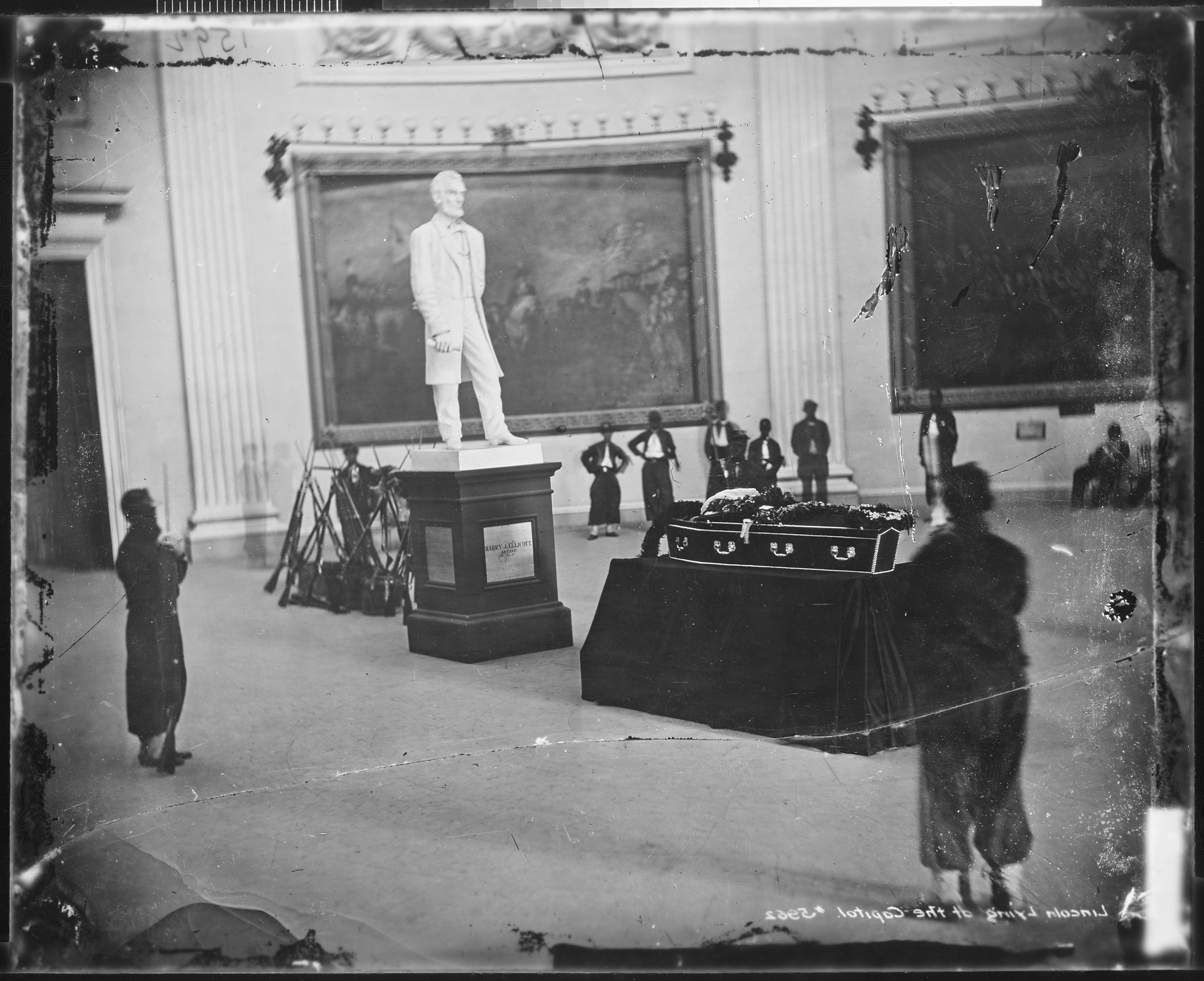
アメリカ合衆国議会議事堂ロタンダの下に安置されたスティーブンスの棺、後方の彫像はリンカーン

スティーブンスの遺骸は、白人とアフリカ系アメリカ人の担ぎ手によって、家からアメリカ合衆国議会議事堂に運ばれた。白人も黒人も数千人の弔問者が、ロタンダ下に据えられた棺の前に列をなした。スティーブンスはその礼を受けた人として、ヘンリー・クレイ、エイブラハム・リンカーンに次いで3人目だった。アフリカ系アメリカ人兵士が儀仗兵を務めた。そこでの儀式の後、遺骸は葬列車によってランカスター市に運ばれ、市は哀悼の黒で覆われた。スティーブンスはシュライナー墓地（現在のシュライナー・コンコード墓地）に埋葬された。そこは全ての人種の埋葬を認めているが、スティーブンスが埋葬された当時、アフリカ系アメリカ人は1人だけしか埋葬されていなかった。選挙区の人民は連邦議会議員にスティーブンスを死後指名し、昔の教え子だったオリバー・J・ディッキーを後継者に選出した。1868年12月に議会が招集されたとき、多くの議員がスティーブンスの追悼演説を行った。それらは後に1冊の本に纏められた。

## 私生活と関連する場所

### 私生活
スティーブンスは結婚していないが、未亡人のハウスキーパー、リディア・ハミルトン・スミス（1813年-1884年）との20年間（1848年-1868年）に及ぶ関係の噂があった。スミスは肌の色が薄いアフリカ系アメリカ人であり、その夫ジェイコブと少なくとも息子の1人は彼女よりも肌が黒かった。

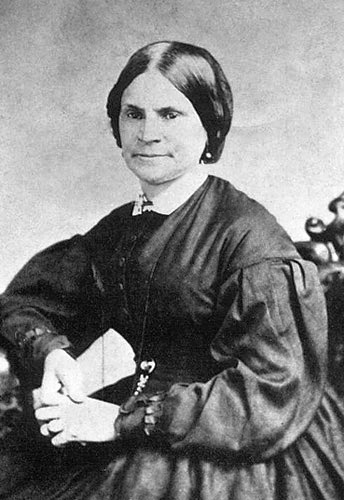
リディア・ハミルトン・スミス

スティーブンスとスミスの関係が愛情に基づくものだったかは明らかでない。民主党系の新聞、特に南部のものはそのような推測をしている。スティーブンスが1859年にワシントンにスミスを連れてきたとき、スミスがその家を切り盛りしており、その関係を推量させないようにすることはなかった。スティーブンスからスミスに宛てた手紙が1通のこっており、リディア・スミス夫人と宛先を書いていた。スティーブンスは自分の姪や甥にスミス夫人と呼ばせることに固執しており、アフリカ系アメリカ人の従僕に対する敬意としては当時あまり聞かれないものだった。甥や姪の残っている手紙ではそのようにしており、彼が来る次回には彼女も一緒にきて会いたいとスティーブンスに暖かく求めていた。
二人の関係に性的なものがあったという証拠として、ブロディは1868年の手紙を挙げている。その中でスティーブンスは自分をマーティン・ヴァン・ビューレン大統領の副大統領リチャード・メンター・ジョンソンに擬えている。ジョンソンは何人かのアフリカ系アメリカ人奴隷の婦人と生活していることを公表していた。ジョンソンはこのことが1836年の選挙運動中に知られたにも拘わらず当選しており、スティーブンスはそのことを記した後で、議会から上院議員への指名を得られないこと、内閣に入ることもできないことについての苦渋を表明していた。
スティーブンスが死んだときに、その傍にスミスがいた。ほかにはスティーブンスの友人であるサイモン・スティーブンス、甥のタデウス・スティーブンス・ジュニア、2人のアフリカ系アメリカ人修道女、その他数人だった。スティーブンスの遺志に従い、スミスは5,000ドルの遺贈か年額500ドルの年金のどちらかを選ぶことが認められていた。また家の家具を持ち出してもよいともされていた。スミスは遺産でスティーブンスの家を購入し、長年そこに住んだ。ローマ・カトリック教徒であり、スティーブンスの近くではなく、カトリックの墓地に埋葬されることを選んだ。ただし、スティーブンスの墓を守るために金を残した。
スティーブンスは2人の甥の後見者となった。タデウス（タデウス・ジュニアと呼ばれることが多い）とアランソンの2人であり、その両親がバーモント州で亡くなった後のことだった。アランソンはスティーブンスの事業であるカレドニア・フォージに送り込まれ、タデウス・ジュニアはダートマス大学を退学していたが、その後卒業して叔父の法律実務に加わった。南北戦争のとき、アランソンはペンシルベニア志願兵野砲部隊の隊長代行に昇進していたが、チカマウガの戦いで戦死した。アランソンの死後、スティーブンスはその影響力を使ってタデウス・ジュニアをランカスター市の憲兵司令官に付けた。

### 関連する場所

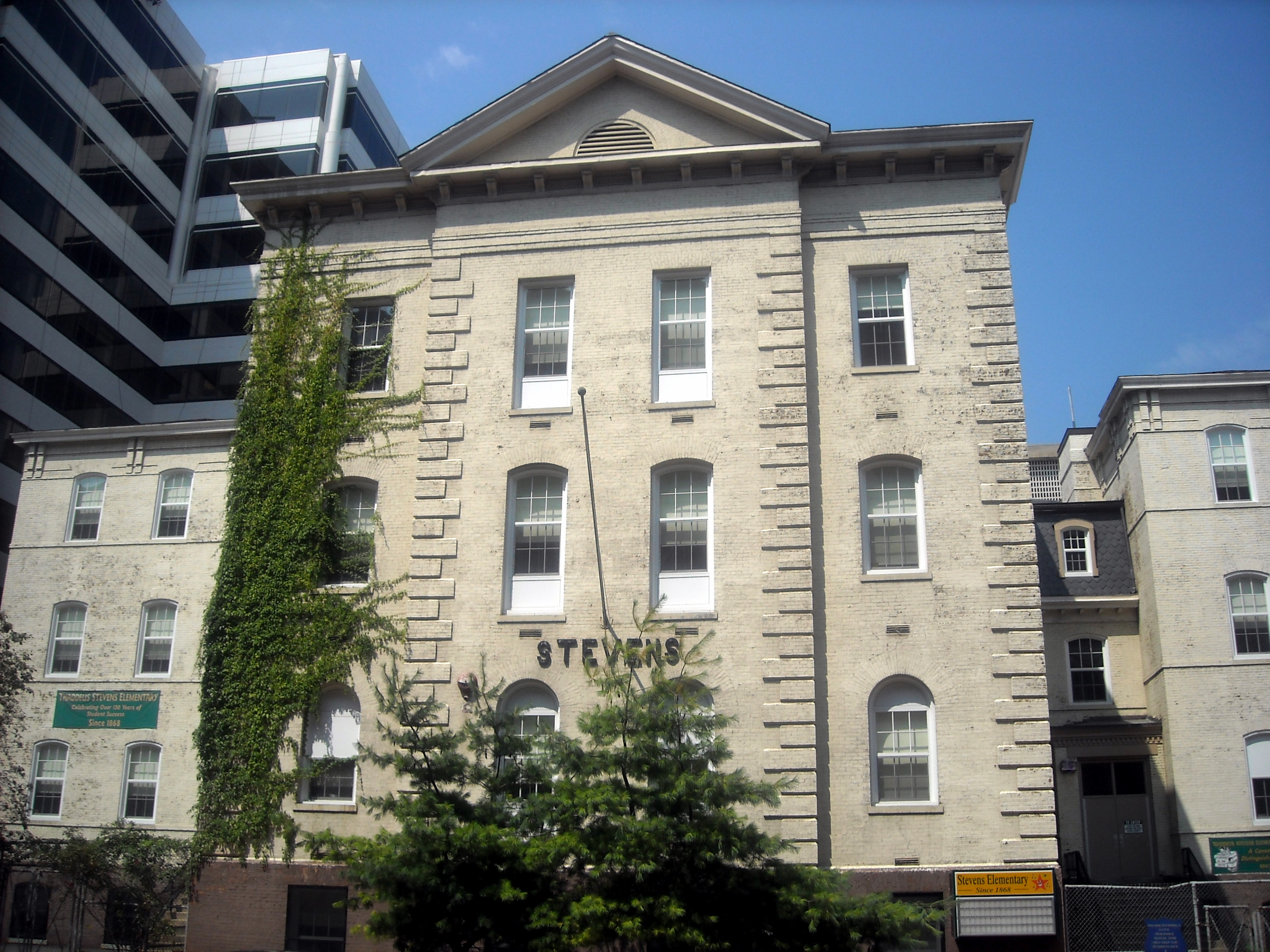
タデウス・スティーブンス学校、ワシントンD.C.にあり、建物は1980年に アメリカ合衆国国家歴史登録財に指定された

ランカスター市にあるスティーブンスとスミスに関わる建物は地元歴史協会によって改修が進められてきた。その遺書で、多くの遺贈を行っている。資産の多くは、甥のタデウス・ジュニアがアルコールを慎むという条件で譲り受けた。もし酒を断たなければ、ランカスター市の孤児院設立のために使われ、あらゆる人種と国籍の子供たちに差別なく開放されることになっていた。その資産については法廷訴訟が行われ、法廷が孤児院のために5万米ドルをあてがって決着したのは1894年になってからだった。この学校は現在タデウス・スティーブンス工科カレッジとなっている。
スティーブンスに因んで多くの学校がその名前を冠している。ワシントンD.C.のタデウス・スティーブンス学校は、1868年にアフリカ系アメリカ人のための最初の学校として設立された。それから86年後に人種統合された。1977年、当時大統領でジョージア州出身のジミー・カーターの娘エイミー・カーターがこの学校に入学し、ほぼ公立学校になって70年が経過していた学校に初めて入学した現職大統領の子供となった。

## 歴史的な評価と大衆の見解
スティーブンスの伝記作者としてリチャード・N・カレントは、「この男を真に突き動かしたものを見出すためには、歴史家は専門外の2分野、すなわち心理学者と降霊術者の助けを借りる必要がある」と指摘していた。タデウス・スティーブンスに関する歴史的見解は、その死後1世紀半近くが経った現在でも揺れ動いており、概してアンドリュー・ジョンソンの評価と対極にある。初期の伝記は彼を知っていた人によって作成され、その偏見を反映している。20世紀への変わり目に作成された、例えば1899年のサミュエル・マッコールや1913年のジェイムズ・アルバート・ウッドバーンによるものは、スティーブンスに友好的に捉え、原則に突き動かされた誠実な男となっている。初期のアフリカ系アメリカ人歴史家W・E・B・デュボイスは、スティーブンスを「常識人の指導者」であり、政治においても実業界においても民主主義の厳格な信奉者」と呼んだ。ピューリッツァー賞受賞者の歴史家ジェイムズ・フォード・ローズは、アフリカ系アメリカ人に対して「心から直に現れる」「豊かな共感」を持っていたが、「南部に対しては悪意」を表し、「酷く報復的で」もあったという考えを示した。この復讐心に燃えるスティーブンスという見解はレコンストラクションの間に生まれ、20世紀に入っても続いた。

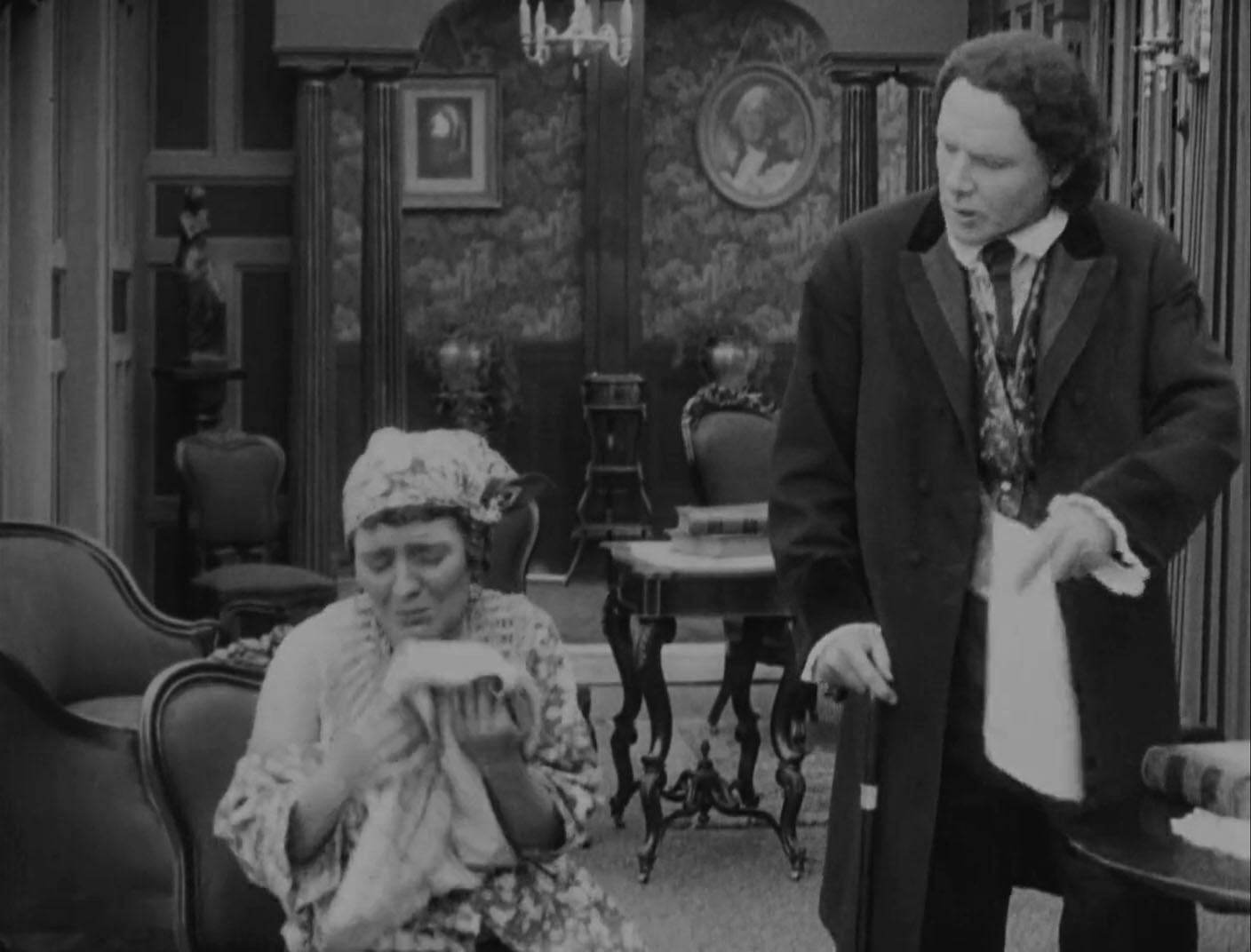
1915年の映画『國民の創生』、オースティン・ストーンマン役のラルフ・ルイスと、リディア・ブラウン役のメアリー・アルデン

歴史学の世界で1900年以降にダニング学派によるレコンストラクションの見解が現れると、スティーブンスは否定的に見られることが続き、概して憎しみによって突き動かされたと考えられた。ウィリアム・ダニングが率いたこれら歴史家は、レコンストラクションが南部に対する悪意で動かされた急進派政治家の機会となり、戦争が残した南部の生活と威厳を破壊することになったと教えた。ダニング自身はスティーブンスを「攻撃的で報復的であり、皮肉屋だ」と考えていた。1929年にジョンソンについて非常に好意的な著作を出したロイド・ポール・ストライカーは、スティーブンスを「恐ろしい老人、...南部の血を流し壊れた体を痛めつけるために巧妙に準備をした」人物であり、「南部の白人特に白人女性がニグロ支配の下で身もだえるのを」見るのが「美しいこと」になると考えた者に分類した。1915年、D・W・グリフィス監督の映画『國民の創生』が封切られ、極悪の下院議員オースティン・ストーンマンは、付け方のまずい鬘、びっこ、アフリカ系アメリカ人の愛人（リディア・ブラウンという役名）などスティーブンスに似せた役柄になっていた。この大衆文化の扱いによってスティーブンスに対する大衆の偏見を強化し、活性化させた。フォナーに拠れば、「歴史家がリンカーンやアンドリュー・ジョンソンの寛大さを褒めれば、スティーブンスは北部の南部に対する悪意、報復、不合理な憎しみの象徴となった。」と記した。
1930年代にスティーブンスの伝記を書いた歴史家たちは、この紋切り型の見方を逃れ、スティーブンスとその政歴を見直そうとした。トマス・F・ウッドリーは1937年にスティーブンスについて書き、彼に対する称賛を示す一方で、その内反足に関する苦しみを推進力に変えたとしている。アルフォンソ・ミラーは1939年の伝記で、スティーブンスが正義に対する願望で動機づけられたことを見出した。二人とも近年の著作はスティーブンスを公平に扱っていないと確信していた。リチャード・カレントの1942年の作品は、レコンストラクションを含むアメリカの全歴史を、北東部の工業事業家（スティーブンスがその代表）、南部の農園主、および中西部の農夫という3面の経済闘争と見なす当時のベアード流歴史学を反映していた。カレントは、スティーブンスがレコンストラクション政策において憤懣のある野心、およびその政治的地位を利用して工業資本主義を促進し、共和党を躍進させたいという願望で動機付けられていたと論じた。スティーブンスの平等主義という信念にも拘わらず、実際には「富の集中で、大企業時代に彼がもたらした以上のことを誰もなしえなかった」が故に不平等を推進したと結論付けた。
ラルフ・コーンゴールドによるスティーブンスに関する1955年の伝記では、新奴隷制度廃止主義学派の歴史家がスティーブンスの検討を始めた。これらの歴史家は、戦後にアフリカ系アメリカ人を援助するために南部に行った者達は「高徳なリディーマー」に敗れた「やくざなカーペットバッガー」であるとした以前の見解を否定した。その代わりに、奴隷制度を終わらせ、公民権運動を推進した者達を称賛し、ジョンソンを何でも妨害する人と酷評した。アフリカ系アメリカ人がレコンストラクションの中心であり、議会の計画で間違った唯一つのことはそれ以上進まずにあまりに早く停止したことという見解を採った。ブロディの1959年の伝記はこの学派のものである。この結論に議論を吹っ掛けたのが精神分析的伝記学者であり、スティーブンスは「抑圧された者に自己同化した完全な弱者」であり、その知性で成功を掴んだが、内反足という自意識がその社会的発展を遅らせたと考えた。ブロディに拠れば、これも自分の社会的立場にある女性との結婚を好まなくさせたとも言っている。
ブロディに従う学者たちは、議会を自分の方向に向けて支配したスティーブンスを報復的な専制者とする考えをなし崩しにし続けた。1960年、エリック・マッキトリックは、スティーブンスを「絵に描いたように器用な政治家だが、大変限界のある者」だったと考え、その経歴は「次から次に彼の顔に爆発し続けた悪魔的考えの長い喜劇の連なりである」と見なした。1970年代半ばからは、フォナーがスティーブンスの役割は急進的な姿勢を確立することにあったが、スティーブンスではなく事件が共和党員をして彼を支持させるようにしたと論じた。1974年のマイケル・レ・ベネディクトは、専制者としてのスティーブンスの評価はその影響力よりも個性に基づいていると述べた。1989年、アラン・ボーグは歳入委員会委員長としてのスティーブンスがその委員会の「完璧な主人には足りない者」だったとしている。
歴史家のハンス・トレフーシーは、1969年の急進派共和党に関する研究で、スティーブンスの「不変の情熱は平等だった」と述べた。1991年、トレフーシーはスティーブンスが「連邦議会に務めた中でも最も影響力を持った議員の一人だ。その機知、議会法の知識、完全な意志力で下院を支配したのであり、完全には支配できないことが多かったとしてもである。」と述べた。しかし1997年に著した伝記では、マッキトリックに似た立場を採っている。スティーブンスは比較的限界のある人物であり、その過激主義によって影響力が制限されたことも多かったとしている。トレフーシーは、ブロディがスティーブンスの内反足をあまりに多くのことの原因にし過ぎていること、スティーブンスとスミスの関係に全面的に信頼を寄せていることで、極論に走りすぎており、どちらの事項も今では確証を持って決められないと考えた。
スティーヴン・スピルバーグの2012年の映画『リンカーン』では、トミー・リー・ジョーンズが演じたスティーブンスが彼に新たな興味をもたらした。ジョーンズの役柄は、急進派の中心人物であり、アメリカ合衆国憲法修正第13条の成立に大きく貢献した者として描かれている。歴史家のマシュー・ピンスカーは、映画の原作になったドリス・カーンズ・グッドウィンの『ライバルのチーム』ではスティーブンスが4回しか言及されておらず、それに基づいた脚本家トニー・クシュナーの書いた脚本では、他の急進派人物がその役柄に取り込まれていると述べた。スティーブンスは常に妥協を繰り返すリンカーンによってそうすることを促されて初めて、憲法修正第13条の成立を得るためにその見解を和らげることができた人物として描かれている。この映画に関して急進派を如何に描いたかというアーロン・バディの記事では、「彼は、彼らが大変愛し過ぎているのでそう言えないとしても誰もが当惑している叔父さんだった。彼は指導者ではなく、重荷であり、その輝かしい英雄的瞬間は、真に信じていることについて黙しているときとなるであろう。」と記していた。この映画はスティーブンスとスミスの性的な関係も描いていた。ピンスカーは、「彼らが愛人だったのは十分あり得たことだが、この件を映画に挟むことで、スティーブンスの平等主義が人種の線を超えたロマンスを合法化するという彼の望みであることの「秘密の」理由であると観衆に印象付ける危険性を映画制作者が冒している。」とコメントしていた。

## 関連図書
- Beale, Howard K. The Critical Year: A Study of Andrew Johnson and Reconstruction. (1930)
- Belz, Herman. Reconstructing the Union: Theory and Practice During the Civil War. (1969)
- Benedict, Michael Les. A Compromise of Principle: Congressional Republicans and Reconstruction 1863–1869. (1974)
- Callender, Edward Beecher. Thaddeus Stevens: Commoner'. Boston: A. Williams and Company, 1882.
- Current, Richard Nelson.  Old Thad Stevens: A Story of Ambition (1942) a scholarly biography that argues Stevens was primarily concerned with enhancing his own power, the power of the Republican Party, and the needs of big business, especially iron-making and railroads.
- Foner, Eric. "Thaddeus Stevens, Confiscation, and Reconstruction," in Stanley Elkins and Eric McKitrick, eds. The Hofstadter Aegis (1974).
- Gans, David H. Perfecting the Declaration: The Text and History of the Equal Protection Clause of the Fourteenth Amendment. Constitutional Accountability Center, 16 November 2011.
- Goldenberg, Barry M. The Unknown Architects of Civil Rights: Thaddeus Stevens, Ulysses S. Grant, and Charles Sumner. Los Angeles, CA: Critical Minds Press. (2011).
- Graber, Mark A. "Subtraction by Addition? The Thirteenth and Fourteenth Amendments". Columbia Law Review 112(7), November 2012; pp. 1501–1549.
- Halbrook, Stephen P. Freedmen, the Fourteenth Amendment, and the Right to Bear Arms, 1866–1876. Westport, CT: Greenwood, 1998. ISBN 0-275-96331-4 (See excerpts from Jon Roland, 24 September 2000)
- McCall, Samuel Walker. Thaddeus Stevens (1899) 369 pages; outdated biography online edition
- Shepard, Christopher, “Making No Distinctions between Rich and Poor: Thaddeus Stevens and Class Equality,” Pennsylvania History, 80 (Winter 2013), 37–50.
- Simpson, Brooks D. (April 1993). “Land and the ballot: Securing the fruits of emancipation?”. Pennsylvania History (University Park, PA: Penn State University Press) 60 (2):  176–188. JSTOR 27773617.
- Stryker, Lloyd Paul; Andrew Johnson: A Study in Courage (1929), hostile to Stevens online version
- Woodburn, James Albert. The Life of Thaddeus Stevens: A Study in American Political History, Especially in the Period of the Civil War and Reconstruction. (1913) online version
- Woodburn, James Albert. "The Attitude of Thaddeus Stevens Toward the Conduct of the Civil War," The American Historical Review, Vol. 12, No. 3 (April 1907), pp. 567–583 in JSTOR
- Zeitz, Josh. "Stevens, Thaddeus", American National Biography Online February 2000.

### 歴史学
- Jolly, James A.  "The Historical Reputation of Thaddeus  Stevens," Journal of the Lancaster County Historical Society (1970)  74:33–71
- Pickens, Donald K.  "The Republican Synthesis and Thaddeus Stevens," Civil War History (1985) 31:57–73; argues that Stevens was totally committed to Republicanism in the United States and capitalism in terms of self-improvement, the advance of society, equal distribution of land, and economic liberty for all; to achieve that he had to destroy slavery and the aristocracy.

### 一次史料
- Kendrick, Benjamin B. The Journal of the Joint Committee of Fifteen on Reconstruction. New York: Columbia University, 1914.
- Palmer, Beverly Wilson and Holly Byers Ochoa, eds. The Selected Papers of Thaddeus Stevens 2 vol (1998), 900pp; his speeches plus letters to and from Stevens
- Stevens, Thaddeus, et al.  Report of the Joint Committee on Reconstruction, at the First Session ... by United States Congress. Joint Committee on Reconstruction, (1866) 791 pages; online edition
- Memorial Addresses on the Life and Character of Thaddeus Stevens: Delivered ... by United States 40th Cong., 3d sess., 1868–1869. (1869) 84 pages; online edition